# Discografia di Dalida
Questa voce elenca la discografia di Dalida dal 1956 ad 1987 (anno della sua morte), composta da 38 album in studio, oltre 80 compilation, 1 colonna sonora, 4 album dal vivo, 80 EP, 106 singoli di corrente principale e 200 singoli promozionali.

## Album in studio
- 1957 - Son nom est Dalida (Barclay, 80.055)
- 1957 - Dalida (Barclay, 80.063)

| 1958                                           | Gondolier                                   | 80 088    | - Gondolier - Histoire d'un amour - Calypso italiano - Pour garder - Lazzarella                                                                  | - Buenas noches mi amor - J'écoute chanter la brise - Le jour où la pluie viendra - Pardon - Oh! là là                                                          | - Francia - Spagna                                                                                        |     |
| 1958                                           | Les Gitans                                  | 80 094    | - Les gitans - Aïe! mon cœur - Inconnu mon amour - Adieu monsieur mon amour - Rendez-vous au Lavandou                                            | - Dans le bleu du ciel bleu - Je pars - Timide sérénade - Marchand de fruits - Dieu seul                                                                        | - Francia                                                                                                 |     |
| 1959                                           | Le disque d'or de Dalida                    | 80 106    | - Ciao, ciao, bambina - Ce serait dommage - Si je pouvais revivre un jour ma vie - Du moment qu'on s'aime - Tu m'étais destiné                   | - Come prima - Hava naguila - Tout l'amour - Guitare et tambourin - Amstramgram                                                                                 | - Belgio - Canada - Francia - Italia - Spagna                                                             | N/N |
| 1959                                           | Love in Portofino                           | 80 115    | - Love in Portofino - C'est ça l'amore - Adonis - Pilou pilou pilou hé - Marina                                                                  | - Ne joue pas - Luna caprese - J'ai rêvé - La chanson d'Orphée - Elle, lui et l'autre                                                                           | - Belgio - Francia - Italia                                                                               | N/N |
| 1960                                           | Les Enfants du Pirée                        | 80 125    | - Les enfants du Pirée - T'aimer follement - Dans les rues de Bahia - De Grenade à Séville - Le petit clair de lune                              | - Romantica - Vieni vieni sì... - Le bonheur - S'endormir comme d'habitude - L'arlequin de Tolède                                                               | - Belgio - Francia - Venezuela                                                                            | N/N |
| 1960                                           | Milord                                      | 5018      | - Milord - Scoubidou - Gli zingari - T'amerò dolcemente - L'arlecchino gitano - L'acqua viva                                                     | - Uno a te, uno a me - Pezzettini di bikini - Love in Portofino - O sole mio - La canzone d'Orfeo - Il venditore di felicità                                    | - Italia                                                                                                  | N/N |
| 1960                                           | Elle, lui et l'autre                        | CBLP 2000 | - Elle, lui et l'autre - T'aimer follement - Dans les rues de Bahia - Tintarella de luna - L'arlequin de Tolède - Romantica                      | - Itsi bitsi, petit bikini - Comme au premier jour - Ni chaud, ni froid - O sole mio - Bras dessus, bras dessous - Les enfants du Pirée                         | - Canada                                                                                                  | N/N |
| 1961                                           | Garde-moi la dernière danse                 | 80 144    | - Garde-moi la dernière danse - Dix mille bulles bleues - Parlez-moi d'amour - Je me sens vivre - Itsi bitsi petit bikini                        | - Pépé - La joie d'aimer - 24 mille baisers - O sole mio - Les marrons chauds                                                                                   | - Belgio - Francia                                                                                        | N/N |
| 1961                                           | Rendez-vous mit Dalida                      | 35 655    | - Am Tag, als der Regen kam - Orfeo - Melodie aus alter Zeit - Äpfel und Birnen - Buenas noches mi amor                                          | - Romantica - Milord - Glaub an mich - So verrückt - Tschau, tschau, Bambina                                                                                    | - Germania                                                                                                | N/N |
| 1961                                           | Loin de moi                                 | 80 165    | - Loin de moi - Plus loin que la terre - Comme une symphonie - Avec une poignée de terre - Nuits d'Espagne                                       | - Cordoba - Tu ne sais pas - Reste encore avec moi - Tu peux le prendre - Protégez-moi, Seigneur                                                                | - Belgio - Francia                                                                                        | N/N |
| 1962                                           | Le Petit Gonzales                           | 80 183    | - Le petit Gonzales - Je l'attends - Petit éléphant twist - Toutes les nuits - T'aimerai toujours                                                | - La leçon de twist - A ma chance - Que sont devenues les fleurs? - Je ne peux pas me passer de toi - Achète-moi un juke-box                                    | - Belgio - Canada - Francia                                                                               | N/N |
| 1963                                           | Eux                                         | 80 210    | - Eux - Quand revient l'été - Que la vie était jolie - Ah! quelle merveille                                                                      | - Sois heureux - Le jour du retour - Loop de loop - Chez moi | - Argentina - Brasile - Francia - Israele - Spagna                                                        | N/N |
| 1964                                           | Amore scusami                               | 80 250    | - Amore scusami - La valse des vacances - Allô... tu m'entends? - Je n'ai jamais pu t'oublier                                                    | - Chaque instant de chaque jour - Je t'aime - À chacun sa chance - Ne lis pas cette lettre                                                                      | - Belgio - Francia                                                                                        | N/N |
| 1965                                           | Il silenzio                                 | 80 285    | - Il silenzio - Tu me voles - Son chapeau - La vie en rose - Toi pardonne-moi - Le flamenco                                                      | - Scandale dans la famille - Le soleil et la montagne - C'est irréparable - Un enfant - Je ne dirai ni oui ni non - La danse de Zorba                           | - Belgio - Canada - Cile - Cecoslovacchia - Francia - Israele - Messico - Perù - Regno Unito              | N/N |
| 1966                                           | Pensiamoci ogni sera                        | BL 9035   | - Pensiamoci ogni sera - La danza di Zorba - Devo imparare - Il sole muore - El Cordobés - Ascoltami                                             | - Il silenzio - Flamenco - Va' da lei - Questo amore è per sempre - Toi pardonne-moi - Un grosso scandalo                                                       | - Italia                                                                                                  | N/N |
| 1967                                           | Dalida (Piccolo ragazzo - Ciao amore, ciao) | SIB 30    | - Piccolo ragazzo - Amo - Bang bang - Stivaletti rossi - Sola più che mai - Mama                                                                 | - Cuore matto - Il mio male sei - Ciao amore, ciao - Pensiamoci ogni sera - Cominciamo ad amarci - Il silenzio                                                  | - Italia                                                                                                  | N/N |
| 1967                                           | Olympia 67                                  | 80 349    | - À qui? - Loin dans le temps - J'ai décidé de vivre - Mama - La chanson de Yohann - Petit homme                                                 | - Je reviens te chercher - Entrez sans frapper - Les grilles de ma maison - Ciao amore, ciao - Toi mon amour - La banda                                         | - Argentina - Belgio - Brasile - Canada - Cile - Francia - Grecia - Israele - Sudafrica - Venezuela       | N/N |
| 1968                                           | Un po' d'amore                              | BSP 9045  | - Un po' d'amore - Son tornata da te - Aranjuez la tua voce - Entrate, amici miei - Mama                                                         | - L'aquilone - Amo l'amore - Dan dan dan - L'ora dell'amore - Amare per vivere - L'ultilmo valzer                                                               | - Italia                                                                                                  | N/N |
| 1968                                           | Le Temps des fleurs                         | 80 378    | - Le temps des fleurs - Quelques larmes de pluie - Manuella - Dans la ville endormie - Le septième jour - La bambola                             | - Les anges noirs - Je m'endors dans tes bras - Tire l'aiguille - Le petit perroquet - Je me repose - Tzigane                                                   | - Belgio - Canada - Francia - Germania - Grecia - Messico                                                 | N/N |
| 1969                                           | Ma mère me disait                           | 80 410    | - Ma mère me disait - Deux colombes - Les violons de mon pays - L'anniversaire - La vie en rose - Le vent n'a pas de mémoire - Naké-di, naké-dou | - Les couleurs de l'amour - L'an 2005 - La ballade à temps perdu - Le sable de l'amour - Pars - Zoum zoum zoum                                                  | - Belgio - Canada - Francia                                                                               | N/N |
| 1970                                           | Ils ont changé ma chanson                   | 39 701    | - Ils ont changé ma chanson - Si c'était à refaire - Mon frère le soleil - Les jardins de Marmara - Diable de temps - Darla dirladada            | - Lady d'Arbanville - Pour qui pour quoi - Entre les lignes entre les mots - Une jeunesse - Ram dam dam                                                         | - Belgio - Canada - Francia - Italia - Paesi Bassi                                                        | N/N |
| 1971                                           | Une vie                                     | 39 702    | - Une vie - Chanter les voix - Non - Toutes les femmes du monde - Mamy blue - Jésus bambino                                                      | - Avec le temps - Les choses de l'amour - Le fermier - Monsieur l'amour - Tout au plus - Comment faire pour oublier                                             | - Argentina - Belgio - Francia - Paesi Bassi                                                              | N/N |
| 1972                                           | Il faut du temps                            | 39 704    | - Parle plus bas - L'amour qui venait du froid - Et puis c'est toi - Il faut du temps - Ma mélo mélodie                                          | - Pour ne pas vivre seul - Que reste-t-il de nos amours - Mamina - Avec le temps - Jésus kitsch                                                                 | - Belgio - Francia - Grecia                                                                               | N/N |
| 1973                                           | Julien                                      | 39 706    | - Julien - Ô Seigneur Dieu, pourquoi m'as-tu abandonné? - Je suis malade - Vado via - Paroles... paroles...                                      | - Non, ce n'est pas pour moi - Il venait d'avoir 18 ans - Soleil d'un nouveau monde - Mais il y a l'accordéon - Le temps de mon père - Rien qu'un homme de plus | - Belgio - Francia - Libano                                                                               | N/N |
| 1974                                           | Manuel                                      | 39 710    | - Manuel - Seule avec moi - Justine - Ta femme - Nous sommes tous morts à 20 ans - Anima mia                                                     | - Ma vie je la chante - La consultation - Comme tu dois avoir froid - Des gens qu'on aimerait connaître - Gigi l'amoroso                                        | - Canada - Francia                                                                                        | N/N |
| 1975                                           | J'attendrai                                 | 39 713    | - J'attendrai - L'amour la une - C'est mieux comme ça - Il venait d'avoir 18 ans - Et de l'amour... de l'amour                                   | - Ta femme - Ne lui dis pas - Raphaël - Mein lieber Herr - Gigi l'amoroso                                                                                       | - Canada - Francia - Germania - Grecia - Giappone - Paesi Bassi - Portogallo - Turchia                    | N/N |
| 1976                                           | Coup de chapeau au passé                    | 39 714    | - La mer - La vie en rose - Parle-moi d'amour, mon amour - Maman - Que reste-t-il de nos amours?                                                 | - Besame mucho - Les feuilles mortes - J'attendrai - Le petit bonheur - Amor, amor - Tico Tico                                                                  | - Brasile - Canada - Francia - Germania - Grecia - Giappone - Paesi Bassi - Portogallo - Spagna - Turchia | N/N |
| 1977                                           | Amoureuse de la vie                         | 39 715    | - Femme est la nuit - Comme si tu revenais d'un long voyage - Il y a toujours une chanson - Les clefs de l'amour - Captain Sky                   | - Amoureuse de la vie - Tables séparées - Comme si tu étais là - Voyages sans bagages - Et tous ces regards                                                     | - Canada - Francia - Giappone - Spagna                                                                    | N/N |
| 1977                                           | Salma ya salama                             | 39 719    | - Salma ya salama - Notre façon de vivre - Histoire d'aimer - Tu m'as déclaré l'amour - Mon frère le soleil                                      | - Quand s'arrêtent les violons - Ti amo - A chaque fois j'y crois - Remember... c'était loin - Salma ya salama                                                  | - Canada - Francia - Germania - Grecia - Turchia                                                          | N/N |
| 1979                                           | Dédié à toi                                 | 67 359    | - Dédié à toi - Vedrai, vedrai - The Lambeth walk - Quand on n'a que l'amour - Helwa ya baladi                                                   | - Monday Tuesday... Laissez-moi danser - Va va va - Problemorama - Depuis qu'il vient chez nous - Comme disait Mistinguett                                      | - Canada - Francia - Germania - Grecia - Corea del Sud - Turchia                                          | N/N |
| 1980                                           | Gigi in Paradisco                           | 67 439    | - Gigi in paradisco - Comme disait Mistinguett                                                                                                   | - Alabama song - Il faut danser reggae - Money, money - Je suis toutes les femmes                                                                               | - Canada - Francia - Germania - Grecia - Turchia                                                          | N/N |
| 1981                                           | Olympia 81                                  | 67 674    | - Une femme à quarante ans - Il pleut sur Bruxelles - L'amour et moi - Le slow de ma vie - Marjolaine - Fini, la comédie                         | - Et la vie continuera - La féria - J'm'appelle amnésie - Partir ou mourir - Chanteur des années 80 - À ma manière                                              | - Canada - Francia - Grecia - Turchia                                                                     | N/N |
| 1982                                           | Special Dalida                              | 67 846    | - Si la France - Jouez Bouzouki - Ensemble - Quand je n'aime plus, je m'en vais - Comment l'oublier - Le jour où la pluie viendra                | - Danza - Nostalgie - Pour vous - J'aurais voulu danser - Pour toi, Louis - Bye bye                                                                             | - Canada - Francia - Germania - Grecia                                                                    | N/N |
| 1983                                           | Les p’tits mots                             | 67 983    | - Les p'tits mots - Lucas - Téléphonez-moi - Marie Madeleine - Bravo                                                                             | - Mourir sur scène - Le restaurant italien - J'aime - S'aimer - Le premier amour du monde                                                                       | - Canada - Francia                                                                                        | N/N |
| 1984                                           | Dali                                        | 66 215    | - Pour te dire je t'aime - Là où je t'aime - Une vie d'homme - Toutes ces heures loin de toi - Kalimba de luna                                   | - La pensione bianca - C'était mon ami - Pour en arriver là - Mon Italie - Soleil                                                                               | - Canada - Francia                                                                                        | N/N |
| 1986                                           | Le Visage de l'amour                        | 66 318    | - Parce que je ne t'aime plus - La danse de Zorba (vers. 1986) - Le visage de l'amour - Le vénitien de Levallois - Mama Caraïbo                  | - Les hommes de ma vie - Salut salaud - Semplicemente così - Le temps d'aimer - Mourir sur scène                                                                | - Canada - Francia                                                                                        | N/N |
| "N/N" denota un numero di vendite sconosciuto. |                                             |           | | | |     |

## Album dal vivo
| 1972                                           | Olympia 71                       | 39 703 | - Intro - Non - Chanter les voix - Hene ma tov - Tout au plus - Toutes les femmes du monde                                                                                              | - Les choses de l'amour - Ils ont changé ma chanson - Une vie - Avec le temps - Ciao amore, ciao             | - Francia                     | N/N |
| 1974                                           | Olympia 74                       | 39 707 | - Intro - Entrez sans frapper - Pour ne pas vivre seul - Nous sommes tous morts à 20 ans - Avec le temps - Que sont devenues les fleurs? - Ô Seigneur Dieu, pourquoi m'as-tu abandonné? | - ll venait d'avoir 18 ans - Je suis malade - Julien - Gigi l'amoroso                                        | - Francia - Giappone - Libano | N/N |
| 1977                                           | Olympia 77                       | 39 716 | - Il y a toujours une chanson - Les clefs de l'amour - Le petit bonheur - Tables séparées - Comme si tu étais là - Et tous ces regards                                                  | - Amoureuse de la vie - Medley - ll venait d'avoir 18 ans - Je suis malade - J'attendrai - Femme est la nuit | - Canada - Francia - Turchia  | N/N |
| 1980                                           | Dalida au Palais des Sports 1980 | 67 498 | Disco 1 | Disco 1 | - Francia                     | N/N |
| 1980                                           | Dalida au Palais des Sports 1980 | 67 498 | - Intro - Je suis toutes les femmes - Le Lambeth Walk - Comme disait Mistinguett - Alabama song - La vie en rose - Quand on n'a que l'amour                                             | - Il faut danser reggae - Gigi l'amoroso - Gigi in paradisco                                                 | - Francia                     | N/N |
| 1980                                           | Dalida au Palais des Sports 1980 | 67 498 | Disco 2 | | - Francia                     | N/N |
| 1980                                           | Dalida au Palais des Sports 1980 | 67 498 | - Mon frère le soleil - Avec le temps - Salma ya salama - Monday Tuesday... Laissez-moi danser - Money, money                                                                           | - Il venait d'avoir 18 ans - Je suis malade - Ça me fait rêver                                               | - Francia                     | N/N |
| "N/N" denota un numero di vendite sconosciuto. |                                  |        | | |                               |     |

## Raccolte
| 1966                                           | De "Bambino" à "Il silenzio"          | 80 312        | - Bambino - Gondolier - Les gitans - Come prima - Love in Portofino - Ciao, ciao, bambina - T’aimer follement | - Les enfants du Pirée - Romantica - Itsi bitsi petit bikini - Garde-moi la dernière danse - Le jour le plus long - La danse de Zorba - Il silenzio                                 | - Belgio - Canada - Francia                       | N/N |
| 1969                                           | Canta in italiano                     | 80 396        | - Aranjuez la tua voce - Un po' d'amore - Dan dan dan - La speranza è una stanza - Sola più che mai - Zum, zum, zum | - Casatchok - La promesse d'amore - Lacrime e pioggia - L'ultimo valzer - Amare per vivere - Quelli erano giorni                                                                    | - Belgio - Canada - Francia - Messico - Venezuela | N/N |
| 1969                                           | In Deutsch                            | KMLP 316      | - Petruschka - An jenem Tag - Regenzeit-Tränenleid - Wenn die Soldaten - Weit über's Meer - Ciao amore, ciao | - Am Tag, als der Regen kam - El Cordobez - Mama - Nie - Ich werde warten - Abschiedsmelodie                                                                                        | - Germania                                        | N/N |
| 1970                                           | Collection Recital - Dalida Vol.1     | 920 246       | - Dans le bleu du ciel bleu - Le jour où la pluie viendra - Buenas noches mi amor - Tu n'as pas très bon caractère - Mélodie perdue - Je pars                                                                          | - Rendez-vous au Lavandou - Piccolissima serenata - Lazzarella - Calypso Italiano - Histoire d'un amour - Guitare et tambourin                                                      | - Canada - Francia                                | N/N |
| 1970                                           | Collection Recital - Dalida Vol.2     | 920 247       | - Vieni vieni sì... - L'arlequin de Tolede - Ce serait dommage - Je te tendrai les bras - Luna caprese - Ne joue pas                                                                                                   | - Le petit Gonzales - Chaque instant de chaque jour - Allô... tu m'entends? - Le petit clair de lune - Manuel Benitez "El Cordobés" - Viva la pappa                                 | - Canada - Francia                                | N/N |
| 1973                                           | Dalida                                | 80 913 80 914 | Disc 1: | Disc 1: | - Francia - Germania                              | N/N |
| 1973                                           | Dalida                                | 80 913 80 914 | Repacked compilation album De "Bambino" à "Il silenzio". | | - Francia - Germania                              | N/N |
| 1973                                           | Dalida                                | 80 913 80 914 | Disc 2: | | - Francia - Germania                              | N/N |
| 1973                                           | Dalida                                | 80 913 80 914 | Repacked studio album Le temps des fleurs. | | - Francia - Germania                              | N/N |
| 1973                                           | The Heart of France                   | 39 705        | - Lei, lei - Credo nell'amore - Col tempo - Cammina, cammina - L'amore mio per te - Lady d'Arbanville | - Solo un uomo in più - La colpa è tua - Mamy Blue - Per non vivere soli - Non è più la mia canzone - Prigioniera                                                                   | - Francia                                         | N/N |
| 1974                                           | Double album Olympia                  | 39 711 39 712 | Gli album live Olympia 71 e Olympia 74 sono stati uniti formando un album doppio. | Gli album live Olympia 71 e Olympia 74 sono stati uniti formando un album doppio.                                                                                                   | - Canada - Francia                                | N/N |
| 1974                                           | Les grands succès                     | VA 63 065     | - Parle plus bas - L'amour qui venait du froid - Et puis c'est toi - Il faut du temps - Ma mélo mélodie | - Pour ne pas vivre seul - Que reste-t-il de nos amours? - Mamina - Avec le temps - Jesus Kitsch                                                                                    | - Belgio - Francia - Grecia                       | N/N |
| 1974                                           | Double album de luxe                  | 39 708 39 709 | Disco 1: | Disco 1: | - Francia                                         | N/N |
| 1974                                           | Double album de luxe                  | 39 708 39 709 | - Il venait d'avoir 18 ans - Mon frère le soleil - Je suis malade - Les choses de l'amour - La colpa è tua - Mais il y a l'accordéon                                                                                   | - Parle plus bas - Pour ne pas vivre seul - Si c'était à refaire - Tout au plus - Non, ce n'est pas pour moi - Ma mélo mélodie                                                      | - Francia                                         | N/N |
| 1974                                           | Double album de luxe                  | 39 708 39 709 | Disco 2: | | - Francia                                         | N/N |
| 1974                                           | Double album de luxe                  | 39 708 39 709 | - Mamina - Pour qui pour quoi - Une vie - Mamy Blue - Il faut du temps - Paroles... paroles | - Julien - Vado via - Que reste-t-il de nos amours - Ils ont changé ma chanson - Lady d'Arbanville - Darla dirladada                                                                | - Francia                                         | N/N |
| 1975                                           | Sempre più Dalida                     | 77 777/17 001 | - Gigi l'amoroso - Tua moglie - C'è gente incontri per strada - La colpa è tua - Per non vivere soli | - 18 anni - Manuel - Giustina - Lei, lei - Col tempo - Credo nell'amore/Tornerai | - Italia                                          | N/N |
| 1975                                           | Les grands succès                     | VA 63 077     | - Et de l'amour... de l'amour - Ta femme - Seule avec moi - Vado via - Manuel - Pour ne pas vivre seul | - Anima mia - Il venait d'avoir 18 ans - La consultation - Mon petit bonhomme - Justine - Des gens qu'on amerait connaître                                                          | - Francia                                         | N/N |
| 1975                                           | Enregistrements originaux - Volume 1  | 6886 900      | - Paroles... paroles... - Ils ont changé ma chanson - Mamina - Ma mélo mélodie - Le temps de mon pere - Pour ne pas vivre seul                                                                                         | - Il venait d'avoir 18 ans - L'amour qui venait du froid - Ta femme - Mamy Blue - Pour qui pour quoi - Darla dirladada                                                              | - Francia                                         | N/N |
| 1975                                           | Enregistrements originaux - Volume 2  | 6886 460      | - Zoum zoum zoum - La sainte Totoche - Ciao amore, ciao - Il silenzio - Le flamenco - Petit homme | - Je reviens te chercher - Viva la pappa - La banda - Tant d'amours du printemps - Loin dans le temps - Chaque instant de chaque jour                                               | - Francia                                         | N/N |
| 1975                                           | Enregistrements originaux - Volume 3  | 6886 461      | - Les enfants du Pirée - Chez moi - Quand revient l'été - Comme au premier jour - La leçon de twist - Loop de loop | - T'aimer toujours - Vieni vieni sì... - C'est un jour a Naples - Le ciel bleu - Mon amour oublie - T'aimer follement                                                               | - Francia                                         | N/N |
| 1975                                           | Dalida                                | 6995 900      | Gli album compilation Enregistrements originaux - Volume 2 e 3 sono stati uniti formando un album doppio. | Gli album compilation Enregistrements originaux - Volume 2 e 3 sono stati uniti formando un album doppio.                                                                           | - Francia                                         | N/N |
| 1976                                           | Les plus grands succès de Dalida      | 80 996 80 997 | Gli album compilation Collection recital, vol.1 e 2 sono stati uniti formando un album doppio. | Gli album compilation Collection recital, vol.1 e 2 sono stati uniti formando un album doppio.                                                                                      | - Francia - Grecia                                | N/N |
| 1977                                           | 45ème disque d'or pour une super-star | 39 717        | - Remember... c'était loin - J'attendrai - Il venait d'avoir 18 ans - Le petit bonheur - Paroles... paroles... - Parle plus bas                                                                                        | - Besame mucho - Femme est la nuit - Anima mia - Captain Sky - Gigi l'amoroso | - Canada - Francia                                | N/N |
| 1977                                           | Dalida                                | DA 35 545     | Gli album in studio Julien e Une vie sono stati uniti formando un album doppio. | Gli album in studio Julien e Une vie sono stati uniti formando un album doppio. | - Francia                                         | N/N |
| 1977                                           | Dalida                                | MFP 98 785    | - Parle plus bas - Voyage sans bagages - Lady d'Arbanville - Si c'etait à refaire - Mon frère le soleil - Une vie | - Il venait d'avoir 18 ans - Non, ce n'est pas moi - Comme si tu revenais d'un long voyage - Les choses de l'amour - Manuel - Pour ne pas vivre seul                                | - Francia                                         | N/N |
| 1978                                           | Collection or vol.1                   | CO 1469       | - Ils ont changé ma chanson - Quand s'arrêtent les violons - Vado via - Parle plus bas - Anima mia - Jésus bambino | - Manuel - Et de l'amour... de l'amour - Mamy blue - Ta femme - Tout au plus - La rose que j'aimais                                                                                 | - Francia                                         | N/N |
| 1978                                           | Collection or vol.2                   | CO 1474       | - Ne lui dis pas - Darla dirladada - Ma mélo mélodie - Histoire d'aimer - Mais il y a l'accordéon - Mein lieber Herr                                                                                                   | - Captain Sky - Pour qui pour quoi - Julien - Les clefs de l'amour - C'est mieux comme ça - Comme si tu revenais d'un long voyage                                                   | - Francia                                         | N/N |
| 1978                                           | Et Dieu... créa Dalida                | 67 279        | Disco 1: | Disco 1: | - Francia                                         | N/N |
| 1978                                           | Et Dieu... créa Dalida                | 67 279        | - Salma ya salama - Amoureuse de la vie - Il venait d'avoir 18 ans - Paroles... paroles... - Pour ne pas vivre seul - Remember... c'était loin                                                                         | - Ti amo - Femme est la nuit - Les clefs de l'amour - Je suis malade - Gigi l'amoroso                                                                                               | - Francia                                         | N/N |
| 1978                                           | Et Dieu... créa Dalida                | 67 279        | Disco 2: | | - Francia                                         | N/N |
| 1978                                           | Et Dieu... créa Dalida                | 67 279        | Unione degli album Coup de chapeau au passé e Tu m'as déclaré l'amour. | | - Francia                                         | N/N |
| 1979                                           | Dalida                                | ALB 330       | Gli album compilation Collection or vol. 1 e 2 sono stati uniti formando un album doppio. | Gli album compilation Collection or vol. 1 e 2 sono stati uniti formando un album doppio.                                                                                           | - Francia                                         | N/N |
| 1980                                           | Été 80 - Rio do Brasil                | 67 536        | - Rio do Brasil - Anima mia - Il faut danser reggae - Remember... c'était loin - Monday Tuesday... Laissez-moi danser                                                                                                  | - Gigi in paradisco - Vado via - Génération 78 - Helwa ya baladi - Comme disait Mistinguett                                                                                         | - Francia - Arabia Saudita                        | N/N |
| 1980                                           | 16 grands succès                      | 200 363       | - Bambino - Come prima - Ciao, ciao, bambina - T'aimer follement - La danse de Zorba - Le temps des fleurs - L'arlequin de Tolède - Le petit Gonzalès                                                                  | - Les enfants du Pirée - Le jour où la pluie viendra - Rendez-vous au Lavandou - Madona - Maman, la plus belle du monde - Tu n'as pas très bon caractère - Hava naguila - Gondolier | - Francia - Corea del Sud                         | N/N |
| 1980                                           | Le Disque d'or                        | 90 341        | - Bambino - Gondolier - Dans le bleu du ciel bleu - Come prima - Ciao, ciao, bambina - Itsi bitsi petit bikini | - Le petit Gonzales - Que sont devenues les fleurs? - Allô... tu m'entends? - Scandale dans la famille - Je reviens te chercher - Le temps des fleurs                               | - Venezuela - Francia - Portogallo - Sudafrica    | N/N |
| 1981                                           | Disque d'or                           | 67 839        | - Quand je n'aime plus, je m'en vais - Il pleut sur Bruxelles - Rio do Brasil - Comme disait Mistinguett - Monday Tuesday... Laissez-moi danser - Il faut danser reggae                                                | - Nostalgie - Americana - Chanteur des années 80 - Fini, la comédie - Gigi in paradisco - Le Lambeth Walk                                                                           | - Francia                                         | N/N |
| 1981                                           | 16 chansons - 16 succès               | 63 031        | - Monday Tuesday... Laissez-moi danser - Remember... c'était loin - Je suis toutes les femmes - Comme disait Mistinguett - Paroles... paroles... - Il faut danser reggae - Il venait d'avoir 18 ans - The Lambeth Walk | - Gigi l'amoroso - Vedrai, vedrai - Problemorama - Alabama song - Ti amo - Rio do Brasil - Depuis qu'il vient chez nous - Salama ya salama                                          | - Francia                                         | N/N |
| 1982                                           | La chanson du Mundial                 | 67 891        | - La chanson du Mundial - Danza - Il pleut sur Bruxelles - Les clefs de l'amour - Depuis qu'il vient chez nous - Pour vous                                                                                             | - Jouez bouzouki - Ensemble - Rio do Brasil - Tony - Pour toi, Louis - Comme disait Mistinguett                                                                                     | - Francia                                         | N/N |
| 1982                                           | Confidences sur la fréquence          | 67 908        | - Confidences sur la fréquence - Si el amor se acaba me voy - Danza - The great Gigi l'amoroso | - Aghani aghani - Pour un homme - Am Tag, als der Regen kam - Jouez bouzouki | - Francia - Grecia                                | N/N |
| 1983                                           | Femme - Ton prénom dans mon cœur      | 66 059        | - Femme - Mourir sur scène - Téléphonez-moi - Confidences sur la fréquence | - Ton prénom dans mon cœur - Les p'tits mots - Lucas - Le restaurant italien | - Francia                                         | N/N |
| 1983                                           | 16 chansons - 16 succès               | 63 077        | - Confidences sur la fréquence - Nostalgie - J'aurais voulu danser - Une femme à quarante ans - Jouez bouzouki - Si la France - Danza - Pour vous                                                                      | - Il pleut sur Bruxelles - Une vie - Ensemble - Parle plus bas - Julien - Americana - Tout au plus - Aba daba honeymoon                                                             | - Francia                                         | N/N |
| 1986                                           | Le sixième jour                       | 66 397        | - Le sixième jour - Fini, la comédie - J'attendrai - Paroles... paroles... - Il venait d'avoir 18 ans - Salma ya salama                                                                                                | - Pour te dire je t'aime - Ti amo - Kalimba de luna - Parle plus bas - Gigi l'amoroso                                                                                               | - Francia                                         | N/N |
| "N/N" denota un numero di vendite sconosciuto. |                                       |               | | |                                                   |     |

## Colonne sonore
| Anno                                          | Titolo                                         | Numero di catalogo | Tracce | Tracce | Paese di uscita e vendite | Paese di uscita e vendite |
| Anno                                          | Titolo                                         | Numero di catalogo | Lato A | Lato B | Paese di uscita e vendite | Paese di uscita e vendite |
| --------------------------------------------- | ---------------------------------------------- | ------------------ | --- | --- | ------------------------- | ------------------------- |
| 1977                                          | Dalida pour toujours (Bande originale du film) | 39 718             | - Mon frère le soleil - Ciao amore, ciao - Ya bahyati - Prière muezzin - Le temps de mon père - Avec le temps - Ma vie je la chante - La luna negra - Que sont devenues les fleurs? - Pour ne pas vivre seul - La danse De Zorba - Il venait d'avoir 18 ans - Des gens qu'on aimerait connaître - Gigi l'amoroso | - Tico tico - Paroles paroles - Les enfants du Pirée - Je pars - Darla dirladada - Non ce n'est pas pour moi - Come prima - Gondolier - Ciao, ciao, bambina - Romantica - J'attendrai - Que reste-t-il de nos amours? - Il faut du temps - Le petit bonheur - Besame mucho - Il y a toujours une chanson - Bambino - C'est vrai - Le parrain (strumentale) - Captain Sky | - Francia                 | N/N                       |
| "N/N" denota un numero di vendite sconosciuto |                                                |                    | | |                           |                           |

## Cofanetti
| 1975                                          | Dalida                 | 6993 081                 | Gli album compilation Enregistrements originaux - Volume 1, 2 e 3 sono stati uniti in un cofanetto di 3 CD.                                                                                   | Gli album compilation Enregistrements originaux - Volume 1, 2 e 3 sono stati uniti in un cofanetto di 3 CD.                                                                                             | - Francia | N/N |
| 1977                                          | Dalida vol.1           | 92 011 92012 92013 92014 | Disc 1: | Disc 1: | - Francia | N/N |
| 1977                                          | Dalida vol.1           | 92 011 92012 92013 92014 | - Madona - Flamenco bleu - Le torrent - Gitane - Fado - Bambino - Aime-moi - Ay! mourir pour toi                                                                                              | - Le petit chemin de pierre - Maman, la plus belle du monde - Le ranch de Maria - Tu peux tout faire de moi - Tu n'as pas très bon caractère - Buenas noches mi amor - Lazzarella - Histoire d'un amour | - Francia | N/N |
| 1977                                          | Dalida vol.1           | 92 011 92012 92013 92014 | Disc 2: | | - Francia | N/N |
| 1977                                          | Dalida vol.1           | 92 011 92012 92013 92014 | - Gondolier - Pardon - Dieu seul - Les yeux de mon amour - Maintenant - Dans le bleu du ciel bleu - La montagne - Je pars                                                                     | - Adieu monsieur mon amour - Timide sérénade - Aïe! mon cœur - Les Gitans - Mélodie perdue - Rendez-vous au Lavandou - Coure prima - Guitare et tambourin                                               | - Francia | N/N |
| 1977                                          | Dalida vol.1           | 92 011 92012 92013 92014 | Disc 3: | | - Francia | N/N |
| 1977                                          | Dalida vol.1           | 92 011 92012 92013 92014 | - Du moment qu'on s'aime - Si je pouvais revivre un jour - Des millions de larmes - Hava naguila - Ciao, ciao, bambina - Ce serait dommage - La filles aux pieds nus - Je te tendrai les bras | - La chanson d'Orphée - C'est ça l'amore - Mon amour oublié - Marie, Marie - J'ai rêvé - Ne joue pas - Luna caprese - Mélodie pour un amour                                                             | - Francia | N/N |
| 1977                                          | Dalida vol.1           | 92 011 92012 92013 92014 | Disc 4: | | - Francia | N/N |
| 1977                                          | Dalida vol.1           | 92 011 92012 92013 92014 | - De Grenade à Séville - T'aimer follement - Va petite étoile - Romantica (French version) - Le petit clair de lune - L'arlequin de Tolède - Vieni vieni sì... - S'endormir comme d'habitude  | - Comme au premier jour - Les enfants du Pirée - Le bonheur - Itsi bitsi petit bikini - Bras dessus, bras dessous - Parlez-moi d'amour - Garde-moi la dernière danse - La joie d'aimer                  | - Francia | N/N |
| 1977                                          | Dalida vol.2           | 92 015 92016 92017 92018 | Disc 1: | Disc 1: | - Francia | N/N |
| 1977                                          | Dalida vol.2           | 92 015 92016 92017 92018 | - Ciao ciao mon amour - Dix mille bulles bleues - Pépé - Nuits d'Espagne - Comme une symphonie - Achète moi un juke-box - La leçon de twist - Le petit Gonzales                               | - Toutes les nuits - Mi cariñito - Le petit éléphant twist - Que sont devenues les fleurs? - Tu croiras - Chez moi - Quand reviens l'été - Le jour du retour                                            | - Francia | N/N |
| 1977                                          | Dalida vol.2           | 92 015 92016 92017 92018 | Disc 2: | | - Francia | N/N |
| 1977                                          | Dalida vol.2           | 92 015 92016 92017 92018 | - Eux - Sois heureux - Ding ding - Tant d'amours du printemps - Chaque instants de chaque jour - La sainte Totoche - Amore scusami - La valse des vacances                                    | - Allô... tu m'entend? - Viva la pappa - Les nuits sans toi - Je ne dirai ni oui, ni non - Il silenzio - Le flamenco - Scandale dans la famille - El Cordobés                                           | - Francia | N/N |
| 1977                                          | Dalida vol.2           | 92 015 92016 92017 92018 | Disc 3: | | - Francia | N/N |
| 1977                                          | Dalida vol.2           | 92 015 92016 92017 92018 | - Et...et - Parlez moi de lui - Petit homme - Mama - Ciao amore, ciao - Les grilles de ma maison - La chanson de Yohann - Loin dans le temps                                                  | - Les gens sont fous - Je reviens te chercher - La banda - Tous le monde à sa chanson d'amour - Tzigane - Tout le monde sait - La bambola - Le temps des fleurs                                         | - Francia | N/N |
| 1977                                          | Dalida vol.2           | 92 015 92016 92017 92018 | Disc 4: | | - Francia | N/N |
| 1977                                          | Dalida vol.2           | 92 015 92016 92017 92018 | - Je m'endors dans tes bras - Le septième jour - Le petit Perroquet - Les anges noirs - L'anniversaire - Zoum zoum zoum - Sèche vite tes larmes - Et pourtant j'ai froid                      | - Le vent n'a pas de mémoire - L'an 2005 - Ballade à temps perdue - Ma mère me disait - Les couleurs de l'amour - Les deux Colombes - Hey Love - Tipi tipiti                                            | - Francia | N/N |
| 1979                                          | Cofferet Collection or | CCO 2717                 | Disc 1: | Disc 1: | - Francia | N/N |
| 1979                                          | Cofferet Collection or | CCO 2717                 | Repacked compilation album Collection or vol.1. | | - Francia | N/N |
| 1979                                          | Cofferet Collection or | CCO 2717                 | Disc 2: | | - Francia | N/N |
| 1979                                          | Cofferet Collection or | CCO 2717                 | Repacked compilation album Collection or vol.2. | | - Francia | N/N |
| 1979                                          | Cofferet Collection or | CCO 2717                 | Disc 3: | | - Francia | N/N |
| 1979                                          | Cofferet Collection or | CCO 2717                 | Repacked studio album Coup de chapeau au passé + "Tu m'as déclaré l'amour". | | - Francia | N/N |
| "N/N" denota un numero di vendite sconosciuto |                        |                          | | |           |     |

## EP
| Anno                                          | Numero di catalogo | Tracce                                                          | Tracce                                                         | Paese di uscita e vendite                                                                       | Paese di uscita e vendite |
| Anno                                          | Numero di catalogo | Lato A                                                          | Lato B                                                         | Paese di uscita e vendite                                                                       | Paese di uscita e vendite |
| --------------------------------------------- | ------------------ | --------------------------------------------------------------- | -------------------------------------------------------------- | ----------------------------------------------------------------------------------------------- | ------------------------- |
| 1956                                          | 70 034             | - Madona - Guitare flamenco                                     | - Flamenco bleu - Mon cœur va                                  | - Francia - Italia - Portogallo                                                                 | N/N                       |
| 1956                                          | 70 039             | - La violetera - Le torrent                                     | - Gitane - Fado                                                | - Francia - Italia - Spagna                                                                     | N/N                       |
| 1956                                          | 70 068             | - Bambino - Aime-moi                                            | - Eh! ben - Por favor                                          | - Francia - Portogallo - Spagna                                                                 | N/N                       |
| 1957                                          | 70 071             | - Miguel - Ay! mourir pour toi                                  | - La plus belle du monde - Le petit chemin de pierre           | - Francia - Italia                                                                              | N/N                       |
| 1957                                          | 70 079             | - Le ranch de Maria - Tu peux tout faire de moi                 | - Quand on n'a que l'amour - Tu n'as pas très bon caractère    | - Francia - Paesi Bassi - Spagna                                                                | N/N                       |
| 1957                                          | 70 094             | - Lazzarella - Buenas noches mi amor                            | - Scusami - Oh! là là                                          | - Francia                                                                                       | N/N                       |
| 1957                                          | 70 113             | - Histoire d'un amour - Calypso italiano                        | - Pour garder - Tesoro mio                                     | - Francia - Danimarca                                                                           | N/N                       |
| 1957                                          | 70 116             | - Gondolier - Le jour où la pluie viendra                       | - J'écoute chanter la brise - Pardon                           | - Francia - Italia - Spagna                                                                     | N/N                       |
| 1958                                          | 70 158             | - Dans le bleu du ciel bleu - La montagne                       | - Dieu seul - Les yeux de mon amour                            | - FR: +250 000 - Portogallo                                                                     | N/N                       |
| 1958                                          | 70 165             | - Je pars - Timide sérénade                                     | - Inconnu mon amour - L'amour chante                           | - Francia - Spagna                                                                              | N/N                       |
| 1958                                          | 70 168             | - Aïe! mon cœur - Adieu monsieur mon amour                      | - Héléna - Maintenant                                          | - Francia                                                                                       | N/N                       |
| 1958                                          | 70 178             | - Les Gitans - Mélodie perdue                                   | - Marchand de fruits - Rendez-vous au Lavandou                 | - Francia - Grecia - Spagna                                                                     | N/N                       |
| 1958                                          | 70 194             | - Come prima - Tu m'étais destiné                               | - Piccolissima serenata - Si je pouvais revivre un jour ma vie | - Francia                                                                                       | N/N                       |
| 1959                                          | 70 202             | - Amstagram - Hava nagila                                       | - Guitare et tambourin - Des millions de larmes                | - Francia                                                                                       | N/N                       |
| 1959                                          | 70 230             | - Ciao ciao bambina - Ce serait dommage                         | - Tout l'amour - La fille aux pieds nus                        | - Francia                                                                                       | N/N                       |
| 1959                                          | 70 250             | - Tschau tschau Bambina - Melodie aus alter Zeit                | - Äpfel und Birnen - Am Tag, als der Regen kam                 | - Francia                                                                                       | N/N                       |
| 1959                                          | 70 271             | - La chanson d'Orphée - Je te tendrai les bras                  | - Mes frères - Love in Portofino                               | - Francia - Belgio                                                                              | N/N                       |
| 1959                                          | 70 289             | - Ne joue pas - Marina                                          | - C'est ça l'amore - Marie, Marie                              | - Francia - Spagna                                                                              | N/N                       |
| 1959                                          | 70 290             | - Luna caprese - Adonis                                         | - J'ai rêvé - Mélodie pour un amour                            | - Francia                                                                                       | N/N                       |
| 1960                                          | 70 314             | - T'aimer follement - Mon amour oublié                          | - Elle, lui et l'autre - Va, petite étoile                     | - Francia                                                                                       | N/N                       |
| 1960                                          | 70 318             | - L'arlequin de Tolède - Comme au premier jour                  | - S'endormir comme d'habitude - Vieni vieni sì...              | - Francia - Spagna                                                                              | N/N                       |
| 1960                                          | 70 322             | - Les enfants du Pirée - C'est un jour à Naples                 | - Le bonheur - Pilou pilou pilou hé                            | - Francia - Spagna                                                                              | N/N                       |
| 1960                                          | 70 336             | - Romantica (in francese) - Le petit clair de lune              | - Dans les rues de Bahia - De Grenade à Séville                | - Francia - Belgio - Giappone - Spagna                                                          | N/N                       |
| 1960                                          | 70 344             | - Ein Schiff wird kommen - Komm, Senorita, komm                 | - Milord (in tedesco) - So verrückt                            | - Francia                                                                                       | N/N                       |
| 1960                                          | 70 345             | - Itsi bitsi, petit bikini - Bras dessus, bras dessous          | - O sole mio (in italiano) - Ni chaud, ni froid                | - Francia - Belgio - Spagna                                                                     | N/N                       |
| 1960                                          | 70 348             | - Petit Papa Noël - Vive le vent                                | - Douce nuit, sainte nuit - Noël blanc                         | - Francia                                                                                       | N/N                       |
| 1961                                          | 70 360             | - Les marrons chauds - La joie d'aimer                          | - Garde-moi la dernière danse - Ciao ciao mon amour            | - Francia - Belgio - Spagna                                                                     | N/N                       |
| 1961                                          | 70 374             | - 24 mila baci - Un uomo vivo                                   | - Non mi dire chi sei - Pozzanghere                            | - Francia - Belgio - Venezuela                                                                  | N/N                       |
| 1961                                          | 70 375             | - Pépé - Dix mille bulles bleues                                | - Vingt quatre mille baisers - Je me sens vivre                | - Francia                                                                                       | N/N                       |
| 1961                                          | 70 386             | - Quand tu dors près de moi - Parlez-moi d'amour                | - Nuits d'Espagne - Reste encore avec moi                      | - Francia - Belgio - Spagna                                                                     | N/N                       |
| 1961                                          | 70 391             | - Protégez-moi Seigneur - Tu peux le prendre                    | - Avec une poignée de terre - Comme une symphonie              | - Francia - Belgio - Spagna                                                                     | N/N                       |
| 1961                                          | 70 406             | - Loin de moi - Plus loin que la terre                          | - Tu ne sais pas - Cordoba                                     | - Francia - Spagna                                                                              | N/N                       |
| 1962                                          | 70 431             | - Achète-moi un juke-box - La leçon de twist                    | - T'aimerai toujours - Le ciel bleu                            | - Francia - Spagna                                                                              | N/N                       |
| 1962                                          | 70 446             | - Le petit Gonzalès - À ma chance                               | - Je ne peux pas me passer de toi - Toi tu me plais            | - Francia - Belgio - Spagna                                                                     | N/N                       |
| 1962                                          | 70 471             | - Je lattends - Que sont devenues les fleurs?                   | - Le jour le plus long - Petit éléphant twist                  | - Francia - Spagna                                                                              | N/N                       |
| 1963                                          | 70 496             | - La partie de football - Le cha cha cha                        | - Tu croiras - Bientôt                                         | - Francia - Belgio - Spagna                                                                     | N/N                       |
| 1963                                          | 70 544             | - Chez moi - Quand revient l'été                                | - Le jour du retour - Loop de loop                             | - Francia - Spagna - Uruguay                                                                    | N/N                       |
| 1963                                          | 70 583             | - Sois heureux - Ah! quelle merveille                           | - Eux - Que la vie était jolie                                 | - Francia - Brasile - Portogallo - Spagna                                                       | N/N                       |
| 1964                                          | 70 609             | - Ding ding - Papa achète-moi un mari                           | - Ce coin de terre - Là, il a dit                              | - Francia - Canada                                                                              | N/N                       |
| 1964                                          | 70 639             | - Ils sont partis - Tant d'amours du printemps                  | - Je ne sais plus - Ne t'en fais pas pour ça                   | - Francia                                                                                       | N/N                       |
| 1964                                          | 70 671             | - Chaque instant de chaque jour - Ne lis pas cette lettre       | - Je t'aime - A chacun sa chance                               | - Francia - Canada - Spagna                                                                     | N/N                       |
| 1964                                          | 70 713             | - Amore scusami (in francese) - La valse de vacances            | - Je n'ai jamais pu t'oublier - Allô... tu m'entends?          | - Francia - Argentina - Cecoslovacchia - Spagna                                                 | N/N                       |
| 1965                                          | 70 757             | - Cominciamo ad amarci - Viva la papa                           | - Devo imparare - Ascoltami                                    | - Francia - Spagna - Venezuela                                                                  | N/N                       |
| 1965                                          | 70 770             | - La danse de Zorba - Tu n'as pas mérité                        | - Tout se termine - Les nuits sans toi                         | - Francia - Iran - Israele - Sudafrica - Spagna - Uruguay                                       | N/N                       |
| 1965                                          | 70 775             | - Viva la pappa - Hene ma tov                                   | - Le printemps sur la colline - La Sainte Totoche              | - Francia - Israele - Spagna                                                                    | N/N                       |
| 1965                                          | 70 853             | - Il silenzio (in francese) - Scandale dans la famille          | - Le flamenco - Je ne dirai ni oui ni non                      | - Francia - Israele - Messico - Portogallo - Sudafrica - Spagna                                 | N/N                       |
| 1966                                          | 70 941             | - Manuel Benitez "El Cordobés" (in francese) - Toi pardonne-moi | - Et... et... - Je crois mon cœur                              | - Francia - Brasile - Israele - Portogallo - Sudafrica - Spagna                                 | N/N                       |
| 1966                                          | 70 997             | - Je t'appelle encore - Modesty                                 | - Parlez-moi de lui - Baisse un peu la radio                   | - Francia - Portogallo - Sudafrica                                                              | N/N                       |
| 1966                                          | 71 064             | - Petit homme - Je préfère naturellement                        | - Un tendre amour - Dans ma chambre                            | - Francia - Brasile - Cecoslovacchia - Sudafrica - Spagna                                       | N/N                       |
| 1967                                          | 71 109             | - Mama (in francese) - Ciao amore, ciao                         | - Mon cœur est fou - Ne reviens pas mon amour                  | - Francia - Brasile - Portogallo - Sudafrica - Spagna - Uruguay                                 | N/N                       |
| 1967                                          | 71 167             | - Pauvre cœur - La chanson de Yohann                            | - Les grilles de ma maison - Les gens sont fous                | - Francia - Sudafrica - Spagna                                                                  | N/N                       |
| 1967                                          | 71 192             | - Hava naguila - La chanson d'Orphée                            | - Les enfants du Pirée - Le bonheur                            | - Francia - Portogalo - Sudafrica                                                               | N/N                       |
| 1967                                          |                    | - Je reviens te chercher - La banda                             | - À qui? - Loin dans le temps                                  | - Francia - Portogallo                                                                          | N/N                       |
| 1968                                          | 71 247             | - Si j'avais des millions - Tout le monde a sa chanson d'amour  | - Tzigane - Tout le monde sait                                 | - Francia - Brasile - Sudafrica                                                                 | N/N                       |
| 1968                                          | 71 286             | - Pars - La petite maison bleue                                 | - La bambola - Dans la ville endormie.                         | - Francia                                                                                       | N/N                       |
| 1968                                          | 71 296             | - Le temps des fleurs - Je me repose/Le petit perroquet         | - Je m’endors dans tes bras - Le septième jour                 | - Francia - Messico                                                                             | N/N                       |
| 1969                                          | 71 331             | - L'anniversaire - Sèche vite tes larmes                        | - Zoum zoum zoum - Dis-moi des mots                            | - France                                                                                        | N/N                       |
| 1969                                          | 71 362             | - Les violons de mon pays - Le vent n'a pas de mémoire          | - Le sable de l'amour - Et pourtant j'ai froid                 | - Francia                                                                                       | N/N                       |
| 1969                                          | 71 391             | - L'an 2005 - Nake-di, nake-dou                                 | - Ma mère me disait - Les anges noirs                          | - Francia                                                                                       | N/N                       |
| 1969                                          | 71 409             | - Le clan des Siciliens - Deux colombes                         | - Les couleurs de l'amour - Ballade à temps perdu              | - Francia                                                                                       | N/N                       |
| 1970                                          | 71 433             | - Concerto pour une voix - Avant de te connaître                | - Tipitipiti - Hey, love                                       | - Francia                                                                                       | N/N                       |
| 1970                                          | 1201               | - Lady d'Arbanville - Entre les lignes entre les mots           | - Pour qui pour quoi - Si c'était à refaire                    | - Francia                                                                                       | N/N                       |
| 1978                                          | 67 250             | - Ça me fait rêver                                              | - Voilà pourquoi je chante - Génération 78                     | - Francia - Brasile - Canada - Grecia - Israele - Italia - Giappone - Romania - Siria - Turchia | N/N                       |
| 1982                                          | 8154               | - La chanson du Mundial - Visa pour la chance                   | - Si la France - Jouez bouzouki                                | - Francia                                                                                       | N/N                       |
| "N/N" denota un numero di vendite sconosciuto |                    |                                                                 |                                                                |                                                                                                 |                           |

## Singoli
- 1956: La violetera/Gitane (Barclay, 60054)
- 1956: Le torrent/Fado (Barclay, 60055)
- 1956: Bambino/Aime-Moi (Barclay, 60061)
- 1957: Ay! mourir pour toi/Le petit chemin de pierre (Barclay, 60068)

| Anno                                          | Numero di catalogo | Tracce                                     | Tracce                                   | Paese di uscita e vendite | Paese di uscita e vendite |
| Anno                                          | Numero di catalogo | Lato A                                     | Lato B                                   | Paese di uscita e vendite | Paese di uscita e vendite |
| --------------------------------------------- | ------------------ | ------------------------------------------ | ---------------------------------------- | ------------------------- | ------------------------- |
| 1959                                          | 60 130             | Guitare et tambourin                       | Rendez-vous au Lavandou                  | - Francia                 | N/N                       |
| 1959                                          | 60 163             | Love in Portofino                          | La chanson d'Orphée                      | - Francia                 | N/N                       |
| 1959                                          | 60 185             | Marina                                     | Elle, lui et l’autre                     | - Francia                 | N/N                       |
| 1960                                          | 60 221             | Les enfants du Pirée                       | Le bonheur                               | - Francia                 | N/N                       |
| 1965                                          | 60 595             | Wenn die Soldaten                          | Ich werde warten                         | - Francia                 | N/N                       |
| 1966                                          | 60 671             | Manuel Benitez "El Cordobés" (in francese) | Et... et...                              | - Francia                 | N/N                       |
| 1966                                          | 60 710             | Je t’appelle encore                        | Baisse un peu la radio                   | - Francia                 | N/N                       |
| 1967                                          | 60 866             | La banda                                   | Je reviens te chercher                   | - Francia                 | N/N                       |
| 1967                                          | 60 867             | À qui?                                     | Loin dans le temps                       | - Francia                 | N/N                       |
| 1968                                          | 60 901             | Si j’avais des millions                    | Tout le monde sait                       | - Francia                 | N/N                       |
| 1968                                          | 60 907             | Tzigane                                    | Tout le monde a sa chanson d’amour       | - Francia                 | N/N                       |
| 1968                                          | 60 938             | Pars                                       | Dans la ville endormie                   | - Francia                 | N/N                       |
| 1968                                          | 61 019             | Les anges noirs                            | Quelques larmes de pluie                 | - Francia                 | N/N                       |
| 1969                                          | 61 056             | Zoum zoum zoum                             | L'anniversaire                           | - Francia                 | N/N                       |
| 1969                                          | 61 097             | Les violons de mon pays                    | Le sable de l'amour                      | - Francia                 | N/N                       |
| 1969                                          | 61 110             | Petruschka                                 | Weit über's meer                         | - Francia                 | N/N                       |
| 1969                                          | 61 154             | L'an 2005                                  | Les anges noirs/Quelques larmes de pluie | - Francia                 | N/N                       |
| 1969                                          | 61 157             | Ma mère me disait                          | Nake-di nake-dou                         | - Francia                 | N/N                       |
| 1969                                          | 61 196             | Le clan des Siciliens                      | Deux colombes                            | - Francia                 | N/N                       |
| 1970                                          | 61 270             | Concerto pour une voix                     | Tipitipiti                               | - Francia                 | N/N                       |
| 1970                                          | 61 278             | Hey, love                                  | Avant de te connaître                    | - Francia                 | N/N                       |
| 1970                                          | 45 701             | Darla dirladada (in francese)              | Diable de temps                          | - Francia                 | N/N                       |
| 1970                                          | 45 702             | Ils ont changé ma chanson                  | Ram dam dam                              | - Francia                 | N/N                       |
| 1971                                          | 45 703             | Comment faire pour oublier                 | La rose que j'aimais                     | - Francia                 | N/N                       |
| 1971                                          | 45 704             | Jésus bambino                              | Tout au plus                             | - Francia                 | N/N                       |
| 1971                                          | 45 705             | Mamy Blue                                  | La colpa è tua                           | - Francia                 | N/N                       |
| 1971                                          | 45 706             | Avec le temps                              | Monsieur l'amour                         | - Francia                 | N/N                       |
| 1971                                          | 61 437             | Maman, la plus belle du monde              | Mama (in francese)                       | - Francia                 | N/N                       |
| 1971                                          | 62 073             | Am Tag, als der Regen kam                  | Petruschka                               | - Francia                 | N/N                       |
| 1972                                          | 45 707             | Les choses de l'amour                      | Chanter les voix                         | - Francia                 | N/N                       |
| 1972                                          | 45 708             | Les choses de l'amour                      | Mamina                                   | - Francia                 | N/N                       |
| 1972                                          | 45 709             | Jésus Kitsch                               | Ma mélo mélodie                          | - Francia                 | N/N                       |
| 1972                                          | 45 710             | Parle plus bas                             | Il faut du temps                         | - Francia                 | N/N                       |
| 1973                                          | 45 711             | Paroles... paroles...                      | Pour ne pas vivre seul                   | - Francia                 | N/N                       |
| 1973                                          | 45 712             | Mais il y a l'accordéon                    | Rien qu'un homme de plus                 | - Francia                 | N/N                       |
| 1973                                          | 45 713             | Vado via                                   | Je suis malade                           | - Francia                 | N/N                       |
| 1973                                          | 45 715             | Julien                                     | Non ce n'est pas pour moi                | - Francia                 | N/N                       |
| 1974                                          | 45 716             | Gigi l'amoroso (in francese)               | Il venait d'avoir 18 ans                 | - Francia                 | N/N                       |
| 1974                                          | 45 717             | Anima mia                                  | Ta femme                                 | - Francia                 | N/N                       |
| 1974                                          | 45 718             | Manuel (in francese)                       | Des gens qu'on aimerait connaître        | - Francia                 | N/N                       |
| 1975                                          | 45 719             | Et de l'amour... de l'amour                | Mon petit bonhomme                       | - Francia                 | N/N                       |
| 1975                                          | 45 721             | Mein lieber Herr (in francese)             | Nous sommes tous morts à 20 ans          | - Francia                 | N/N                       |
| 1975                                          | 45 722             | Mein lieber Herr (in francese)             | C'est mieux comme ça                     | - Francia                 | N/N                       |
| 1975                                          | 45 723             | Ne lui dis pas                             | Justine                                  | - Francia                 | N/N                       |
| 1976                                          | 45 724             | J'attendrai                                | L'amour à la une                         | - Francia                 | N/N                       |
| 1976                                          | 45 725             | Besame mucho                               | Parle-moi d'amour, mon amour             | - Francia                 | N/N                       |
| 1976                                          | 45 726             | Le petit bonheur                           | Tu m'as déclaré l'amour                  | - Francia                 | N/N                       |
| 1977                                          | 45 727             | Captain Sky (in francese)                  | Les clefs de l'amour                     | - Francia                 | N/N                       |
| 1977                                          | 45 728             | Femme est la nuit                          | Amoureuse de la vie                      | - Francia                 | N/N                       |
| 1977                                          | 620 333            | Histoire d'aimer                           | Tables séparées                          | - Francia                 | N/N                       |
| 1977                                          | 45 729             | Remember... c'était loin                   | Comme si tu revenais d'un long voyage    | - Francia                 | N/N                       |
| 1977                                          | 45 730             | Salma ya salama (in francese)              | Ti amo                                   | - Francia                 | N/N                       |
| 1977                                          | 45 731             | Salma ya salama (in arabo)                 | Salma ya salama (strumentale)            | - Francia                 | N/N                       |
| 1978                                          | 49 354             | Salma ya salama (in francese)              | Ti amo                                   | - Francia                 | N/N                       |
| 1978                                          | 49 357             | Génération 78 (prima parte)                | Génération 78 (seconda parte)            | - Francia                 | N/N                       |
| 1978                                          | 8016               | Génération 78                              | Quand s'arrêtent les violons             | - Francia                 | N/N                       |
| 1978                                          | 49 415             | Ça me fait rêver (estratto)                | Voilà pourquoi je chante                 | - Francia                 | N/N                       |
| 1978                                          | 49 447             | Le Lambeth Walk (in francese)              | Il y a toujours une chanson              | - Francia                 | N/N                       |
| 1979                                          | 49 454             | Helwa ya baladi                            | Helwa ya baladi (strumentale)            | - Francia                 | N/N                       |
| 1979                                          | 49 468             | Problemorama                               | Depuis qu'il vient chez nous             | - Francia                 | N/N                       |
| 1979                                          | 49 514             | Monday Tuesday... Laissez-moi danser       | Comme toi                                | - Francia                 | N/N                       |
| 1979                                          | 8055               | Monday Tuesday... Laissez-moi danser       | Vedrai, vedrai                           | - Francia                 | N/N                       |
| 1979                                          | 49 546             | Let me dance tonight                       | He must have been eighteen               | - Francia                 | N/N                       |
| 1979                                          | 49 566             | Il faut danser reggae                      | Comme disait Mistinguett                 | - Francia                 | N/N                       |
| 1980                                          | 49 599             | Gigi in paradisco (estratto)               | Je suis toutes les femmes                | - Francia                 | N/N                       |
| 1980                                          | 8083               | Gigi in paradisco (prima parte)            | Gigi in paradisco (seconda parte)        | - Francia                 | N/N                       |
| 1980                                          | 49 641             | Rio do Brasil (estratto)                   | Quand s'arrêtent les violons             | - Francia                 | N/N                       |
| 1980                                          | 8088               | Rio do Brasil (versione lunga)             | Rio do Brasil (strumentale)              | - Francia                 | N/N                       |
| 1980                                          | 49 680             | Chanteur des années 80                     | À ma manière                             | - Francia                 | N/N                       |
| 1981                                          | 49 720             | Fini la comédie                            | Marjolaine                               | - France                  | N/N                       |
| 1981                                          | 49 761             | Il pleut sur Bruxelles                     | Et la vie continuera                     | - Francia                 | N/N                       |
| 1981                                          | 49 811             | Americana                                  | Une femme à quarante ans                 | - Francia                 | N/N                       |
| 1981                                          | 49 842             | Quand je n'aime plus je m'en vais          | Nostalgie                                | - Francia                 | N/N                       |
| 1982                                          | 49 886             | Danza                                      | Tony                                     | - Francia                 | N/N                       |
| 1982                                          | 49 892             | Si la France                               | Jouez Bouzouki                           | - Francia                 | N/N                       |
| 1982                                          | 49 920             | La chanson du Mundial                      | Visa pour la chance (strumentale)        | - Francia                 | N/N                       |
| 1982                                          | 50 023             | Confidences sur la fréquence               | Pour un homme                            | - Francia                 | N/N                       |
| 1983                                          | 13 176             | Les p'tits mots                            | Mourir sur scène                         | - Francia                 | N/N                       |
| 1983                                          | 13 313             | Femme                                      | Le restaurant italien                    | - Francia                 | N/N                       |
| 1984                                          | 13 446             | Soleil                                     | L'innamorata                             | - Francia                 | N/N                       |
| 1984                                          | 13 550             | Mediterraneo (Sarà sarà)                   | Soleil                                   | - Francia                 | N/N                       |
| 1984                                          | 13 604             | Kalimba de luna (in inglese)               | Kalimba de luna (in francese)            | - Francia                 | N/N                       |
| 1984                                          | 13 604             | Pour te dire je t'aime                     | Kalimba de luna (in francese)            | - Francia                 | N/N                       |
| 1985                                          | 13 772             | Reviens-moi                                | La pensione bianca                       | - Francia                 | N/N                       |
| 1985                                          | 8518               | Reviens-moi                                | C'était mon ami                          | - Francia                 | N/N                       |
| 1985                                          | 13 887             | Le temps d'aimer                           | Le vénitien de Levallois                 | - France                  | N/N                       |
| 1986                                          | 14 057             | Parce que je ne t'aime plus                | Salut salaud                             | - Francia                 | N/N                       |
| 1986                                          | 14 126             | Le sixième jour                            | Le sixième jour (strumentale)            | - Francia                 | N/N                       |
| "N/N" denota un numero di vendite sconosciuto |                    |                                            |                                          |                           |                           |

### Singoli promozionali
| Anno                                          | Numero di catalogo | Tracce                                       | Tracce                               | Paese di uscita e vendite | Paese di uscita e vendite |
| Anno                                          | Numero di catalogo | Lato A                                       | Lato B                               | Paese di uscita e vendite | Paese di uscita e vendite |
| --------------------------------------------- | ------------------ | -------------------------------------------- | ------------------------------------ | ------------------------- | ------------------------- |
| 1956                                          | 60 046             | Madona                                       | Guitare flamenco                     | - Francia                 | N/N                       |
| 1956                                          | 60 047             | Flamenco bleu                                | Mon cœur va                          | - Francia                 | N/N                       |
| 1956                                          | 60 054             | La violetera                                 | Gitane                               | - Francia                 | N/N                       |
| 1956                                          | 60 055             | Le torrent                                   | Fado                                 | - Francia                 | N/N                       |
| 1956                                          | 60 061             | Bambino                                      | Aime-moi                             | - Francia                 | N/N                       |
| 1957                                          | 60 068             | Ay! mourir pour toi                          | Le petit chemin de pierre            | - Francia                 | N/N                       |
| 1957                                          | 60 072             | Miguel                                       | La plus belle du monde               | - Francia                 | N/N                       |
| 1957                                          | 60 073             | Le ranch de Maria                            | Tu peux tout faire de moi            | - Francia                 | N/N                       |
| 1957                                          | 60 075             | Tu n'as pas très bon caractère               | Quand on n'a que l'amour             | - Francia                 | N/N                       |
| 1957                                          | 60 080             | Buenas noches mi amor                        | Scusami                              | - Francia                 | N/N                       |
| 1957                                          | 60 088             | Lazzarella                                   | Oh! là là                            | - Francia                 | N/N                       |
| 1957                                          | 60 090             | Pour garder                                  | Tesoro mio                           | - Francia                 | N/N                       |
| 1957                                          | 60 091             | Calypso italiano                             | Histoire d'un amour                  | - Francia                 | N/N                       |
| 1957                                          | 58 001             | Buenas noches mi amor                        | Lazzarella                           | - Francia                 | N/N                       |
| 1957                                          | 60 125             | Piccolissima serenata                        | Si je pouvais revivre un jour ma vie | - Francia                 | N/N                       |
| 1958                                          | 60 092             | Gondolier                                    | Le jour où la pluie viendra          | - Francia                 | N/N                       |
| 1958                                          | 60 093             | J'écoute chanter la brise                    | Pardon                               | - Francia                 | N/N                       |
| 1958                                          | 60 102             | Dieu seul                                    | Les yeux de mon amour                | - Francia                 | N/N                       |
| 1958                                          | 60 104             | Dans le bleu du ciel bleu                    | La montagne                          | - Francia                 | N/N                       |
| 1958                                          | 60 106             | Je pars                                      | Héléna                               | - Francia                 | N/N                       |
| 1958                                          | 60 113             | Aïe! mon cœur                                | Maintenant                           | - Francia                 | N/N                       |
| 1958                                          | 60 117             | Timide sérénade                              | L'amour chante                       | - Francia                 | N/N                       |
| 1958                                          | 60 118             | Les gitans                                   | Mélodie perdue                       | - Francia                 | N/N                       |
| 1958                                          | 60 122             | Come prima                                   | Tu m'étais destiné                   | - Francia                 | N/N                       |
| 1958                                          | 60 124             | Inconnu mon amour                            | Adieu monsieur mon amour             | - Francia                 | N/N                       |
| 1958                                          | 58 002             | Gondolier                                    | Le jour ou la pluie viendra          | - Francia                 | N/N                       |
| 1958                                          | 58 003             | Dans le bleu du ciel bleu                    | Dieu seul                            | - Francia                 | N/N                       |
| 1959                                          | 60 134             | Amstramgram                                  | Hava naguila                         | - Francia                 | N/N                       |
| 1959                                          | 60 139             | Ciao, ciao, bambina                          | Ce serait dommage                    | - Francia                 | N/N                       |
| 1959                                          | 60 140             | Tout l'amour                                 | Des millions de larmes               | - Francia                 | N/N                       |
| 1959                                          | 60 169             | Mes frères                                   | Je te tendrai les bras               | - Francia                 | N/N                       |
| 1959                                          | 60 184             | J’ai rêvé                                    | C’est ça l’amore                     | - Francia                 | N/N                       |
| 1959                                          | 60 186             | Ne joue pas                                  | Adonis                               | - Francia                 | N/N                       |
| 1959                                          | 60 187             | Luna caprese                                 | Mon amour oublié                     | - Francia                 | N/N                       |
| 1959                                          | 60 189             | Marie, Marie                                 | Pilou pilou pilou hé                 | - Francia                 | N/N                       |
| 1960                                          | 60 191             | L'Arlequin de Tolède                         | Comme au premier jour                | - Francia                 | N/N                       |
| 1960                                          | 60 195             | Vieni vieni si...                            | S'endormir comme d'habitude          | - Francia                 | N/N                       |
| 1960                                          | 60 197             | T’aimer follement                            | Va petite étoile                     | - Francia                 | N/N                       |
| 1960                                          | 60 207             | Romantica (in francese)                      | Dans les rues de Bahia               | - Francia                 | N/N                       |
| 1960                                          | 60 208             | De Grenade à Séville                         | Le petit clair de lune               | - Francia                 | N/N                       |
| 1960                                          | 60 209             | C’est un jour à Naples                       | Pourquoi                             | - Francia                 | N/N                       |
| 1960                                          | 60 235             | Itsi bitsi petit bikini                      | O sole mio (in italiano)             | - Francia                 | N/N                       |
| 1960                                          | 60 236             | Ni chaud ni froid                            | Bras dessus, bras dessous            | - Francia                 | N/N                       |
| 1960                                          | 60 249             | Noël blanc                                   | Vive le vent                         | - Francia                 | N/N                       |
| 1961                                          | 60 255             | Garde-moi la dernière danse                  | La joie d’aimer                      | - Francia                 | N/N                       |
| 1961                                          | 60 259             | Ciao ciao mon amour                          | Les marrons chauds                   | - Francia                 | N/N                       |
| 1961                                          | 60 267             | Dix mille bulles bleues                      | Parlez-moi d’amour                   | - Francia                 | N/N                       |
| 1961                                          | 60 269             | Pépé                                         | Vingt-quatre mille baisers           | - Francia                 | N/N                       |
| 1961                                          | 60 274             | Quand tu dors près de moi                    | Nuits d’Espagne                      | - Francia                 | N/N                       |
| 1961                                          | 60 275             | Reste encore avec moi                        | Je me sens vivre                     | - Francia                 | N/N                       |
| 1961                                          | 60 281             | Avec une poignée de terre                    | Tu peux le prendre                   | - Francia                 | N/N                       |
| 1961                                          | 60 282             | Protégez-moi, Seigneur                       | Comme une symphonie                  | - Francia                 | N/N                       |
| 1961                                          | 60 291             | Loin de moi                                  | Tu ne sais pas                       | - Francia                 | N/N                       |
| 1961                                          | 60 292             | Plus loin que la terre                       | Cordoba                              | - Francia                 | N/N                       |
| 1962                                          | 60 300             | Si tu me téléphones                          | Achète-moi un juke-box               | - Francia                 | N/N                       |
| 1962                                          | 60 306             | T’aimerai toujours                           | La leçon de twist                    | - Francia                 | N/N                       |
| 1962                                          | 60 311             | T’aimerai toujours                           | Le ciel bleu                         | - Francia                 | N/N                       |
| 1962                                          | 60 319             | Le petit Gonzalès                            | À ma chance                          | - Francia                 | N/N                       |
| 1962                                          | 60 320             | Je ne peux pas me passer de toi              | Toi tu me plais                      | - Francia                 | N/N                       |
| 1962                                          | 60 336             | Je l’attends                                 | Que sont devenues les fleurs?        | - Francia                 | N/N                       |
| 1962                                          | 60 337             | Le jour le plus long                         | Petit éléphant twist                 | - Francia                 | N/N                       |
| 1962                                          | 60 339             | Mi cariñito                                  | Toutes les nuits                     | - Francia                 | N/N                       |
| 1963                                          | 60 355             | Tu croiras                                   | La partie de football                | - Francia                 | N/N                       |
| 1963                                          | 60 363             | Le cha cha cha                               | Bientôt (seconda versione)           | - Francia                 | N/N                       |
| 1963                                          | 60 379             | Chez moi                                     | Loop de loop                         | - Francia                 | N/N                       |
| 1963                                          | 60 385             | Le jour du retour                            | Quand revient l’été                  | - Francia                 | N/N                       |
| 1963                                          | 60 403             | Eux                                          | Que la vie était jolie               | - Francia                 | N/N                       |
| 1963                                          | 60 403             | Sois heureux                                 | Ah! quelle merveille                 | - Francia                 | N/N                       |
| 1964                                          | 60 443             | Ding ding                                    | Papa achète-moi un mari              | - Francia                 | N/N                       |
| 1964                                          | 60 444             | Ce coin de terre                             | Là, il a dit                         | - Francia                 | N/N                       |
| 1964                                          | 60 475             | Ils sont partis                              | Tant d’amours du printemps           | - Francia                 | N/N                       |
| 1964                                          | 60 476             | Je ne sais plus                              | Ne t’en fais pas pour ça             | - Francia                 | N/N                       |
| 1964                                          | 60 488             | Ne lis pas cette lettre                      | Je t’aime                            | - Francia                 | N/N                       |
| 1964                                          | 60 489             | Chaque instant de chaque jour                | A chacun sa chance                   | - Francia                 | N/N                       |
| 1964                                          | 60 524             | Amore scusami (in francese)                  | Je n’ai jamais pu t’oublier          | - Francia                 | N/N                       |
| 1965                                          | 60 541             | Ascoltami                                    | Devo imparare                        | - Francia                 | N/N                       |
| 1965                                          | 60 545             | Cominciamo ad amarci                         | Viva la pappa                        | - Francia                 | N/N                       |
| 1965                                          | 60 555             | Viva la pappa                                | Hene ma tov                          | - Francia                 | N/N                       |
| 1965                                          | 60 556             | Le printemps sur la colline                  | La Sainte Totoche                    | - Francia                 | N/N                       |
| 1965                                          | 60 570             | La danse de Zorba                            | Tu n’as pas mérité                   | - Francia                 | N/N                       |
| 1965                                          | 60 571             | Tout se termine                              | Les nuits sans toi                   | - Francia                 | N/N                       |
| 1965                                          | 60 607             | Il silenzio (in francese)                    | Je ne dirai ni oui ni non            | - Francia                 | N/N                       |
| 1965                                          | 60 615             | Le flamenco                                  | Scandale dans la famille             | - Francia                 | N/N                       |
| 1965                                          | 60 658             | Tu me voles                                  | Son chapeau                          | - Francia                 | N/N                       |
| 1966                                          | 60 718             | Parlez-moi de lui                            | Modesty Blaise                       | - Francia                 | N/N                       |
| 1966                                          | 60 738             | Bang bang                                    | Pensiamoci ogni sera                 | - Francia                 | N/N                       |
| 1966                                          | 60 749             | Petit homme                                  | Un tendre amour                      | - Francia                 | N/N                       |
| 1966                                          | 60 752             | Dans ma chambre                              | Je préfère naturellement             | - Francia                 | N/N                       |
| 1967                                          | 60 789             | Mama (in francese)                           | Ne reviens pas mon amour             | - Francia                 | N/N                       |
| 1967                                          | 60 790             | Ciao amore, ciao (in francese)               | Mon cœur est fou                     | - Francia                 | N/N                       |
| 1967                                          | 60 831             | Les grilles de ma maison                     | Les gens sont fous                   | - Francia                 | N/N                       |
| 1967                                          | 60 832             | Pauvre cœur                                  | La chanson de Yohann                 | - Francia                 | N/N                       |
| 1968                                          | 60 949             | La bambola                                   | La petite maison bleue               | - Francia                 | N/N                       |
| 1968                                          | 60 974             | Le temps des fleurs                          | Je m’endors dans tes bras            | - Francia                 | N/N                       |
| 1968                                          | 60 986             | Le petit perroquet                           | Le septième jour                     | - Francia                 | N/N                       |
| 1968                                          | 61 028             | Les anges noirs                              | Manuella                             | - Francia                 | N/N                       |
| 1969                                          | 61 043             | L'anniversaire                               | Tire l’aiguille                      | - Francia                 | N/N                       |
| 1969                                          | 61 124             | Et pourtant j’ai froid                       | Le vent n’a pas de mémoire           | - Francia                 | N/N                       |
| 1969                                          | 61 224             | Les couleurs de l'amour                      | Ballade à temps perdu                | - Francia                 | N/N                       |
| 1970                                          | 20 502             | Ils ont changé ma chanson                    | Ram dam dam                          | - Francia                 | N/N                       |
| 1970                                          | 20 503             | Pour qui pour quoi                           | Lady d’Arbanville                    | - Francia                 | N/N                       |
| 1970                                          | 20 504             | Entre les lignes entre les mots              | Si c’était à refaire                 | - Francia                 | N/N                       |
| 1971                                          | 20 505             | Comment faire pour oublier                   | La rose que j'aimais                 | - Francia                 | N/N                       |
| 1973                                          | 45 712             | Mais il y a l'accordéon                      | Mais il y a l'accordéon              | - Francia                 | N/N                       |
| 1973                                          | 45 713             | Vado via                                     | Vado via                             | - Francia                 | N/N                       |
| 1973                                          | 45 715             | Julien                                       | Julien                               | - Francia                 | N/N                       |
| 1973                                          | 20 506             | Julien                                       | Soleil d’un nouveau monde            | - Francia                 | N/N                       |
| 1973                                          | 20 507             | Il venait d'avoir 18 ans                     | Non ce n’est pas pour moi            | - Francia                 | N/N                       |
| 1974                                          | 20 508             | Gigi l'amoroso (versione breve per la radio) | Il venait d'avoir 18 ans             | - Francia                 | N/N                       |
| 1976                                          | 20 534             | J'attendrai                                  | L'amour à la une                     | - Francia                 | N/N                       |
| 1977                                          | 45 728             | Femme est la nuit                            | Amoureuse de la vie                  | - Francia                 | N/N                       |
| 1978                                          | 49 415             | Ça me fait rêver (estratto)                  | Voilà pourquoi je chante             | - Francia                 | N/N                       |
| 1982                                          | 8189               | Confidences sur la fréquence                 | Aghani aghani                        | - Francia                 | N/N                       |
| 1984                                          | 8436               | Kalimba de luna (in inglese)                 | Kalimba de luna (in francese)        | - Francia                 | N/N                       |
| 1985                                          | 13 725             | La pensione bianca                           | La pensione bianca                   | - Francia                 | N/N                       |
| "N/N" denota un numero di vendite sconosciuto |                    |                                              |                                      |                           |                           |

## Classifiche

### Singoli ed EP

#### Gli anni '50
| Anno                                          | Singolo                              | Paese              | Paese              | Paese              | Paese               | Paese             | Paese             | Paese             | Paese               | Vendite       |
| Anno                                          | Singolo                              | Austria (bandiera) | Fiandre (bandiera) | Francia (bandiera) | Germania (bandiera) | Italia (bandiera) | Québec (bandiera) | Spagna (bandiera) | Vallonia (bandiera) | Vendite       |
| --------------------------------------------- | ------------------------------------ | ------------------ | ------------------ | ------------------ | ------------------- | ----------------- | ----------------- | ----------------- | ------------------- | ------------- |
| 1956                                          | Le torrent                           | —                  | —                  | 3                  | —                   | —                 | —                 | —                 | 11                  | —             |
| 1956                                          | Bambino                              | —                  | 5                  | 1                  | —                   | —                 | 1                 | —                 | 1                   | - FR: 300 000 |
| 1957                                          | Ay! mourir pour toi                  | —                  | —                  | 9                  | —                   | —                 | —                 | —                 | —                   | —             |
| 1957                                          | La plus belle du monde               | —                  | —                  | 5                  | —                   | —                 | —                 | —                 | 14                  | —             |
| 1957                                          | Le ranch de Maria                    | —                  | —                  | 6                  | —                   | —                 | —                 | —                 | 22                  | —             |
| 1957                                          | Quand on n'a que l'amour             | —                  | —                  | —                  | —                   | —                 | 10                | —                 | —                   | —             |
| 1957                                          | Tu n'as pas très bon caractère       | —                  | —                  | 1                  | —                   | —                 | —                 | —                 | 10                  | —             |
| 1957                                          | Lazzarella                           | —                  | —                  | —                  | —                   | —                 | —                 | —                 | 8                   | —             |
| 1957                                          | Buenas noches mi amor                | —                  | —                  | 2                  | —                   | —                 | 1                 | —                 | 8                   | —             |
| 1957                                          | Oh! la la                            | —                  | —                  | 3                  | —                   | —                 | —                 | —                 | 14                  | —             |
| 1957                                          | Histoire d'un amour                  | —                  | —                  | 5                  | —                   | 13                | 9                 | —                 | 13                  | —             |
| 1957                                          | Gondolier                            | —                  | —                  | 1                  | —                   | —                 | 1                 | —                 | 1                   | —             |
| 1957                                          | Le jour où la pluie viendra          | 2                  | —                  | 2                  | 1                   | 27                | 2                 | 3                 | 3                   | —             |
| 1957                                          | Pardon                               | —                  | —                  | —                  | —                   | —                 | 1                 | —                 | —                   | —             |
| 1958                                          | Dans le bleu du ciel bleu            | —                  | 5                  | 1                  | —                   | —                 | 3                 | —                 | 6                   | —             |
| 1958                                          | Dieu seul                            | —                  | —                  | —                  | —                   | —                 | 12                | —                 | 14                  | —             |
| 1958                                          | Je pars                              | —                  | —                  | 7                  | —                   | —                 | —                 | —                 | 24                  | —             |
| 1958                                          | Timide sérénade                      | —                  | —                  | 14                 | —                   | —                 | —                 | —                 | —                   | —             |
| 1958                                          | Aïe! mon cœur                        | —                  | —                  | 6                  | —                   | —                 | 5                 | —                 | 16                  | —             |
| 1958                                          | Héléna                               | —                  | —                  | 19                 | —                   | —                 | —                 | —                 | —                   | —             |
| 1958                                          | Les Gitans                           | —                  | —                  | 4                  | —                   | 3                 | 28                | 3                 | 13                  | —             |
| 1958                                          | Mélodie perdue                       | —                  | —                  | —                  | —                   | —                 | 6                 | —                 | —                   | —             |
| 1958                                          | Rendez-vous au Lavandou              | —                  | —                  | —                  | —                   | —                 | 28                | —                 | —                   | —             |
| 1958                                          | Come prima                           | —                  | 1                  | 1                  | —                   | —                 | 11                | —                 | 1                   | —             |
| 1958                                          | Tu m'étais destiné                   | —                  | —                  | 14                 | —                   | —                 | —                 | —                 | 25                  | —             |
| 1958                                          | Piccolissima serenata                | —                  | 9                  | 1                  | —                   | —                 | 8                 | —                 | 3                   | —             |
| 1958                                          | Si je pouvais revivre un jour ma vie | —                  | —                  | 17                 | —                   | —                 | 1                 | —                 | —                   | —             |
| 1959                                          | Hava Nagila                          | —                  | —                  | 18                 | —                   | —                 | —                 | —                 | —                   | —             |
| 1959                                          | Guitare et tambourin                 | —                  | —                  | 1                  | —                   | —                 | —                 | —                 | 10                  | —             |
| 1959                                          | Ciao, ciao bambina                   | —                  | —                  | 1                  | —                   | —                 | 5                 | —                 | 1                   | —             |
| 1959                                          | Ce serait dommage                    | —                  | —                  | 6                  | —                   | —                 | 15                | —                 | —                   | —             |
| 1959                                          | Tout l'amour                         | —                  | —                  | 4                  | —                   | —                 | 11                | 3                 | 3                   | —             |
| 1959                                          | La chanson d'Orphée                  | —                  | —                  | 6                  | —                   | 10                | —                 | 13                | 3                   | —             |
| 1959                                          | Mes frères                           | —                  | —                  | 13                 | —                   | —                 | —                 | —                 | 20                  | —             |
| 1959                                          | Je te tendrai les bras               | —                  | —                  | 8                  | —                   | —                 | —                 | —                 | —                   | —             |
| 1959                                          | Love in Portofino                    | —                  | —                  | 15                 | —                   | —                 | —                 | —                 | 20                  | —             |
| 1959                                          | Ne joue pas                          | —                  | —                  | 2                  | —                   | —                 | —                 | —                 | 1                   | —             |
| 1959                                          | Marina                               | —                  | —                  | 10                 | —                   | —                 | —                 | 6                 | 4                   | —             |
| 1959                                          | C'est ça l'amore                     | —                  | —                  | 19                 | —                   | —                 | —                 | —                 | 15                  | —             |
| 1959                                          | Luna Caprese                         | —                  | —                  | 17                 | —                   | —                 | —                 | —                 | 29                  | —             |
| 1959                                          | Adonis                               | —                  | —                  | —                  | —                   | 34                | —                 | —                 | 35                  | —             |
| 1959                                          | J'ai rêvé                            | —                  | —                  | 7                  | —                   | —                 | —                 | —                 | 21                  | —             |
| 1959                                          | Pilou pilou pilou hé                 | —                  | —                  | 12                 | —                   | —                 | —                 | —                 | —                   | —             |
| 1959                                          | Elle, lui et l'autre                 | —                  | —                  | —                  | —                   | —                 | 1                 | —                 | 30                  | —             |
| "—" denota valori attualmente non conosciuti. |                                      |                    |                    |                    |                     |                   |                   |                   |                     |               |

#### Gli anni '60
| Anno                                          | Singolo                       | Paese                | Paese              | Paese              | Paese              | Paese              | Paese               | Paese             | Paese                  | Paese             | Paese             | Paese              | Paese               | Vendite |
| Anno                                          | Singolo                       | Argentina (bandiera) | Austria (bandiera) | Brasile (bandiera) | Fiandre (bandiera) | Francia (bandiera) | Germania (bandiera) | Italia (bandiera) | Paesi Bassi (bandiera) | Québec (bandiera) | Spagna (bandiera) | Turchia (bandiera) | Vallonia (bandiera) | Vendite |
| --------------------------------------------- | ----------------------------- | -------------------- | ------------------ | ------------------ | ------------------ | ------------------ | ------------------- | ----------------- | ---------------------- | ----------------- | ----------------- | ------------------ | ------------------- | ------- |
| 1960                                          | T'aimer follement             | —                    | —                  | —                  | —                  | 1                  | —                   | 23                | —                      | —                 | 1                 | —                  | 2                   | —       |
| 1960                                          | L'arlequin de Tolède          | —                    | —                  | —                  | —                  | 2                  | —                   | —                 | —                      | —                 | —                 | —                  | 16                  | —       |
| 1960                                          | Comme au premier jour         | —                    | —                  | —                  | —                  | 14                 | —                   | —                 | —                      | —                 | —                 | —                  | 43                  | —       |
| 1960                                          | Milord                        | —                    | 1                  | —                  | —                  | —                  | 1                   | 8                 | —                      | —                 | —                 | —                  | —                   | —       |
| 1960                                          | Les enfants du Pirée          | —                    | —                  | —                  | 2                  | 1                  | —                   | 2                 | 2                      | 2                 | 1                 | —                  | 1                   | —       |
| 1960                                          | Romantica                     | —                    | —                  | —                  | 10                 | 1                  | —                   | —                 | —                      | —                 | 11                | —                  | 1                   | —       |
| 1960                                          | Dans les rues de Bahia        | —                    | —                  | —                  | —                  | —                  | —                   | —                 | —                      | —                 | —                 | —                  | 15                  | —       |
| 1960                                          | Itsi bitsi, petit bikini      | —                    | —                  | —                  | —                  | 1                  | —                   | 16                | —                      | 1                 | 15                | —                  | 1                   | —       |
| 1960                                          | Bras dessus, bras dessous     | —                    | —                  | —                  | —                  | 2                  | —                   | —                 | —                      | —                 | —                 | —                  | —                   | —       |
| 1960                                          | O sole mio                    | —                    | —                  | —                  | —                  | 18                 | —                   | —                 | —                      | —                 | —                 | —                  | 1                   | —       |
| 1960                                          | Ni chaud, ni froid            | —                    | —                  | —                  | —                  | —                  | —                   | —                 | —                      | 27                | —                 | —                  | —                   | —       |
| 1961                                          | Les marrons chauds            | —                    | —                  | —                  | —                  | 5                  | —                   | —                 | —                      | —                 | —                 | —                  | 34                  | —       |
| 1961                                          | La joie d'aimer               | —                    | —                  | —                  | —                  | 12                 | —                   | —                 | —                      | —                 | —                 | —                  | 12                  | —       |
| 1961                                          | Garde-moi la dernière danse   | —                    | —                  | —                  | —                  | 3                  | —                   | 34                | —                      | 4                 | —                 | —                  | 2                   | —       |
| 1961                                          | Pépé                          | —                    | 1                  | —                  | —                  | 7                  | 3                   | —                 | 10                     | 34                | 3                 | —                  | 6                   | —       |
| 1961                                          | 24 mille baisers              | —                    | 1                  | —                  | —                  | 2                  | —                   | —                 | —                      | 29                | —                 | —                  | 4                   | —       |
| 1961                                          | Quand tu dors près de moi     | —                    | —                  | —                  | —                  | 13                 | —                   | —                 | —                      | —                 | —                 | —                  | —                   | —       |
| 1961                                          | Parlez moi d'amour            | —                    | —                  | —                  | —                  | —                  | —                   | —                 | —                      | —                 | —                 | —                  | 28                  | —       |
| 1961                                          | Nuits d'Espagne               | —                    | —                  | —                  | —                  | 6                  | —                   | —                 | —                      | —                 | —                 | —                  | 28                  | —       |
| 1961                                          | Protégez-moi Seigneur         | —                    | —                  | —                  | —                  | 4                  | —                   | —                 | —                      | —                 | —                 | —                  | —                   | —       |
| 1961                                          | Tu peux le prendre            | —                    | —                  | —                  | —                  | 13                 | —                   | —                 | —                      | 1                 | —                 | —                  | 33                  | —       |
| 1961                                          | Avec une poignée de terre     | —                    | —                  | —                  | —                  | 12                 | —                   | —                 | —                      | —                 | —                 | —                  | 8                   | —       |
| 1961                                          | Loin de moi                   | —                    | —                  | —                  | —                  | 8                  | —                   | —                 | —                      | —                 | —                 | —                  | —                   | —       |
| 1961                                          | Tu ne sais pas                | —                    | —                  | —                  | —                  | —                  | —                   | —                 | —                      | —                 | —                 | —                  | 4                   | —       |
| 1962                                          | Achète-moi un juke-box        | —                    | —                  | —                  | —                  | 3                  | —                   | —                 | —                      | —                 | —                 | —                  | 34                  | —       |
| 1962                                          | La leçon de Twist             | —                    | —                  | —                  | —                  | 2                  | —                   | —                 | —                      | —                 | —                 | —                  | 4                   | —       |
| 1962                                          | Le petit Gonzales             | —                    | —                  | —                  | —                  | 2                  | —                   | —                 | —                      | 2                 | —                 | —                  | 3                   | —       |
| 1962                                          | Le jour le plus long          | —                    | —                  | —                  | —                  | 1                  | —                   | —                 | —                      | 4                 | 9                 | —                  | 11                  | —       |
| 1963                                          | La partie de football         | —                    | —                  | —                  | —                  | 15                 | —                   | —                 | —                      | —                 | —                 | —                  | 38                  | —       |
| 1963                                          | Le jour du retour             | —                    | —                  | —                  | —                  | —                  | —                   | —                 | —                      | 1                 | —                 | —                  | —                   | —       |
| 1963                                          | Eux                           | 2                    | —                  | —                  | —                  | —                  | —                   | —                 | —                      | —                 | —                 | —                  | —                   | —       |
| 1964                                          | Ding ding                     | —                    | —                  | —                  | —                  | 15                 | —                   | —                 | —                      | 30                | —                 | —                  | 49                  | —       |
| 1964                                          | Ce coin de terre              | —                    | —                  | —                  | —                  | —                  | —                   | —                 | —                      | 30                | —                 | —                  | —                   | —       |
| 1964                                          | Là, il a dit                  | —                    | —                  | —                  | —                  | —                  | —                   | —                 | —                      | 6                 | —                 | —                  | —                   | —       |
| 1964                                          | Chaque instant de chaque jour | —                    | —                  | —                  | —                  | 16                 | —                   | —                 | —                      | —                 | —                 | —                  | —                   | —       |
| 1964                                          | Amore scusami                 | —                    | —                  | —                  | —                  | 10                 | —                   | —                 | —                      | 30                | —                 | —                  | 16                  | —       |
| 1965                                          | Ascoltami                     | —                    | —                  | —                  | —                  | —                  | —                   | 13                | —                      | —                 | —                 | —                  | —                   | —       |
| 1965                                          | La danse de Zorba             | 7                    | —                  | 2                  | 2                  | 1                  | —                   | 1                 | —                      | 3                 | 19                | 7                  | 2                   | —       |
| 1965                                          | Viva la pappa                 | —                    | —                  | —                  | —                  | 10                 | —                   | —                 | —                      | —                 | —                 | —                  | 42                  | —       |
| 1965                                          | La Sainte Totoche             | —                    | —                  | —                  | —                  | —                  | —                   | —                 | —                      | —                 | —                 | 6                  | —                   | —       |
| 1965                                          | Il silenzio                   | 10                   | —                  | 5                  | —                  | 1                  | —                   | 1                 | —                      | 3                 | 16                | 10                 | 13                  | —       |
| 1965                                          | Scandale dans la famille      | —                    | —                  | —                  | —                  | —                  | —                   | —                 | —                      | 2                 | —                 | —                  | 13                  | —       |
| 1966                                          | El Cordobés                   | 1                    | —                  | —                  | —                  | 1                  | —                   | —                 | —                      | —                 | 16                | —                  | 43                  | —       |
| 1966                                          | Parlez-moi de lui             | —                    | —                  | —                  | —                  | —                  | —                   | —                 | —                      | 35                | —                 | —                  | 45                  | —       |
| 1966                                          | Baisse un peu la radio        | —                    | —                  | —                  | —                  | 7                  | —                   | —                 | —                      | —                 | —                 | —                  | —                   | —       |
| 1966                                          | Bang bang                     | 4                    | —                  | —                  | —                  | —                  | —                   | 1                 | —                      | —                 | —                 | —                  | —                   | —       |
| 1966                                          | Petit homme                   | 2                    | —                  | —                  | —                  | 2                  | —                   | —                 | —                      | 3                 | —                 | 5                  | 20                  | —       |
| 1966                                          | Pensiamoci ogni sera          | —                    | —                  | —                  | —                  | —                  | —                   | 17                | —                      | —                 | —                 | —                  | —                   | —       |
| 1967                                          | Mama                          | —                    | —                  | —                  | —                  | 2                  | —                   | 1                 | —                      | —                 | —                 | 12                 | 24                  | —       |
| 1967                                          | Ciao amore, ciao              | —                    | —                  | —                  | —                  | —                  | —                   | 5                 | —                      | —                 | —                 | —                  | 24                  | —       |
| 1967                                          | Les grilles de ma maison      | —                    | —                  | —                  | —                  | 6                  | —                   | —                 | —                      | —                 | —                 | —                  | 38                  | —       |
| 1967                                          | À qui?                        | —                    | —                  | —                  | —                  | 8                  | —                   | —                 | —                      | —                 | —                 | —                  | 12                  | —       |
| 1967                                          | L'ultimo valzer               | —                    | —                  | —                  | —                  | —                  | —                   | 2                 | —                      | —                 | —                 | —                  | —                   | —       |
| 1968                                          | Dan dan dan                   | —                    | —                  | —                  | —                  | —                  | —                   | 2                 | —                      | —                 | —                 | —                  | —                   | —       |
| 1968                                          | Si j'avais des millions       | —                    | —                  | —                  | —                  | 10                 | —                   | —                 | —                      | —                 | —                 | —                  | 49                  | —       |
| 1968                                          | La bambola                    | —                    | 6                  | —                  | —                  | 20                 | —                   | —                 | —                      | —                 | —                 | 6                  | 48                  | —       |
| 1968                                          | Dans la ville endormie        | —                    | —                  | —                  | —                  | 8                  | —                   | —                 | —                      | —                 | —                 | —                  | —                   | —       |
| 1968                                          | Un po' d'amore                | —                    | —                  | —                  | —                  | —                  | —                   | 37                | —                      | —                 | —                 | —                  | —                   | —       |
| 1968                                          | Le temps des fleurs           | —                    | —                  | —                  | —                  | 1                  | —                   | 18                | —                      | —                 | —                 | —                  | 7                   | —       |
| 1968                                          | Le petit perroquet            | —                    | —                  | —                  | —                  | 4                  | —                   | —                 | —                      | —                 | —                 | —                  | —                   | —       |
| 1969                                          | Le promesse d'amore           | —                    | —                  | —                  | —                  | —                  | —                   | 24                | —                      | —                 | —                 | —                  | —                   | —       |
| 1969                                          | L'anniversaire                | —                    | —                  | —                  | —                  | 6                  | —                   | —                 | —                      | —                 | —                 | —                  | —                   | —       |
| 1969                                          | Zoum zoum zoum                | —                    | —                  | —                  | —                  | 4                  | —                   | —                 | —                      | —                 | —                 | —                  | 28                  | —       |
| 1969                                          | Les viollons de mon pays      | —                    | —                  | —                  | —                  | 9                  | —                   | —                 | —                      | —                 | —                 | —                  | 29                  | —       |
| 1969                                          | L'an 2005                     | —                    | —                  | —                  | —                  | —                  | —                   | —                 | —                      | —                 | —                 | —                  | 33                  | —       |
| 1969                                          | Les anges noirs               | —                    | —                  | —                  | —                  | 6                  | —                   | —                 | —                      | —                 | —                 | —                  | —                   | —       |
| 1969                                          | Manuella                      | —                    | —                  | —                  | —                  | —                  | —                   | —                 | —                      | —                 | —                 | —                  | —                   | —       |
| 1969                                          | Oh lady Mary                  | —                    | —                  | —                  | —                  | —                  | —                   | 8                 | —                      | —                 | —                 | —                  | —                   | —       |
| 1969                                          | Le clan des Siciliens         | —                    | —                  | —                  | —                  | 5                  | —                   | —                 | —                      | —                 | —                 | —                  | 39                  | —       |
| 1969                                          | Les couleurs de l'amour       | —                    | —                  | —                  | —                  | 9                  | —                   | —                 | —                      | —                 | —                 | —                  | —                   | —       |
| "—" denota valori attualmente non conosciuti. |                               |                      |                    |                    |                    |                    |                     |                   |                        |                   |                   |                    |                     |         |

#### Gli anni '70
| Anno                                          | Singolo                               | Paese              | Paese              | Paese               | Paese              | Paese             | Paese               | Paese                  | Paese              | Paese             | Paese                  | Paese                 | Paese             | Paese             | Paese               | Paese              | Paese               | Vendite |
| Anno                                          | Singolo                               | Fiandre (bandiera) | Francia (bandiera) | Germania (bandiera) | Israele (bandiera) | Italia (bandiera) | Giappone (bandiera) | Lussemburgo (bandiera) | Messico (bandiera) | Monaco (bandiera) | Paesi Bassi (bandiera) | Portogallo (bandiera) | Québec (bandiera) | Spagna (bandiera) | Svizzera (bandiera) | Turchia (bandiera) | Vallonia (bandiera) | Vendite |
| --------------------------------------------- | ------------------------------------- | ------------------ | ------------------ | ------------------- | ------------------ | ----------------- | ------------------- | ---------------------- | ------------------ | ----------------- | ---------------------- | --------------------- | ----------------- | ----------------- | ------------------- | ------------------ | ------------------- | ------- |
| 1970                                          | La mia vita è una giostra             | —                  | —                  | —                   | —                  | 55                | —                   | —                      | —                  | —                 | —                      | —                     | —                 | —                 | —                   | —                  | —                   | —       |
| 1970                                          | Darla dirladada                       | —                  | 1                  | —                   | —                  | 47                | —                   | —                      | —                  | —                 | —                      | —                     | 16                | —                 | —                   | —                  | 13                  | —       |
| 1970                                          | Ils ont changé ma chanson             | —                  | 4                  | —                   | —                  | 57                | 84                  | —                      | —                  | —                 | —                      | —                     | —                 | —                 | —                   | —                  | 16                  | —       |
| 1970                                          | Pour qui pour quoi                    | —                  | 12                 | —                   | —                  | —                 | —                   | —                      | —                  | —                 | —                      | —                     | —                 | —                 | —                   | —                  | —                   | —       |
| 1970                                          | Lady d'Arbanville                     | —                  | 35                 | —                   | —                  | —                 | —                   | —                      | —                  | —                 | —                      | —                     | —                 | —                 | —                   | —                  | —                   | —       |
| 1970                                          | Si c'était à refaire                  | —                  | —                  | —                   | —                  | —                 | —                   | —                      | —                  | —                 | —                      | —                     | 30                | —                 | —                   | —                  | —                   | —       |
| 1971                                          | Comment faire pour oublier            | —                  | 37                 | —                   | —                  | —                 | —                   | —                      | —                  | —                 | —                      | —                     | —                 | —                 | —                   | —                  | —                   | —       |
| 1971                                          | Jesus Bambino                         | —                  | 32                 | —                   | —                  | —                 | —                   | —                      | —                  | —                 | —                      | —                     | —                 | —                 | —                   | —                  | 27                  | —       |
| 1971                                          | Tout au plus                          | —                  | 6                  | —                   | —                  | —                 | —                   | —                      | —                  | —                 | —                      | —                     | —                 | —                 | —                   | —                  | —                   | —       |
| 1971                                          | Mamy blue                             | —                  | —                  | —                   | —                  | 19                | —                   | —                      | —                  | —                 | —                      | —                     | —                 | —                 | —                   | —                  | —                   | —       |
| 1972                                          | Les choses de l'amour                 | —                  | 3                  | —                   | —                  | —                 | —                   | —                      | —                  | —                 | —                      | —                     | —                 | —                 | —                   | —                  | —                   | —       |
| 1972                                          | Mamina                                | —                  | 10                 | —                   | —                  | —                 | —                   | —                      | —                  | —                 | —                      | —                     | —                 | —                 | —                   | 43                 | 29                  | —       |
| 1972                                          | Ma mélo mélodie                       | —                  | 12                 | —                   | —                  | —                 | —                   | 16                     | —                  | —                 | —                      | —                     | —                 | —                 | —                   | —                  | 36                  | —       |
| 1972                                          | Parle plus bas                        | —                  | 1                  | —                   | —                  | —                 | —                   | 1                      | —                  | —                 | —                      | —                     | —                 | —                 | —                   | —                  | 5                   | —       |
| 1973                                          | Paroles, paroles                      | —                  | 1                  | —                   | —                  | —                 | 5                   | 4                      | 3                  | 1                 | —                      | 3                     | —                 | —                 | —                   | 17                 | 4                   | —       |
| 1973                                          | Mais il y a l'accordéon               | —                  | 26                 | —                   | —                  | —                 | —                   | —                      | —                  | 19                | —                      | —                     | —                 | —                 | —                   | —                  | 44                  | —       |
| 1973                                          | Vado via                              | —                  | 5                  | —                   | —                  | —                 | —                   | 3                      | —                  | 9                 | —                      | —                     | —                 | —                 | —                   | —                  | 25                  | —       |
| 1973                                          | Julien                                | —                  | 12                 | —                   | —                  | —                 | —                   | —                      | —                  | —                 | —                      | —                     | —                 | —                 | —                   | —                  | —                   | —       |
| 1974                                          | Gigi l'amoroso                        | 1                  | 1                  | —                   | —                  | 59                | —                   | 1                      | —                  | —                 | 1                      | —                     | 1                 | 2                 | 1                   | —                  | 1                   | —       |
| 1974                                          | Il venait d'avoir 18 ans              | —                  | 19                 | 3                   | —                  | 33                | —                   | 24                     | —                  | —                 | —                      | —                     | 2                 | —                 | —                   | —                  | 1                   | —       |
| 1974                                          | Anima mia                             | —                  | 6                  | —                   | —                  | —                 | —                   | 10                     | —                  | —                 | —                      | —                     | —                 | —                 | —                   | —                  | 14                  | —       |
| 1974                                          | Ta femme                              | —                  | 13                 | —                   | —                  | —                 | —                   | —                      | —                  | —                 | —                      | —                     | 7                 | —                 | —                   | —                  | 14                  | —       |
| 1974                                          | Manuel                                | —                  | 27                 | —                   | —                  | —                 | —                   | 28                     | —                  | —                 | —                      | —                     | —                 | —                 | —                   | —                  | 48                  | —       |
| 1975                                          | Et de l'Amour... de l'Amour           | —                  | 16                 | —                   | —                  | —                 | —                   | 16                     | —                  | —                 | —                      | —                     | —                 | —                 | —                   | —                  | —                   | —       |
| 1975                                          | Mein lieber Herr                      | —                  | 19                 | —                   | —                  | —                 | —                   | 28                     | —                  | —                 | —                      | —                     | 10                | —                 | —                   | —                  | —                   | —       |
| 1975                                          | Ne lui dis pas                        | —                  | —                  | —                   | —                  | —                 | —                   | —                      | —                  | —                 | —                      | —                     | 3                 | —                 | —                   | —                  | —                   | —       |
| 1976                                          | J'attendrai                           | 4                  | 1                  | —                   | —                  | —                 | —                   | 1                      | —                  | —                 | 9                      | —                     | 2                 | —                 | —                   | —                  | —                   | —       |
| 1976                                          | Bésame mucho                          | 27                 | 1                  | —                   | —                  | —                 | —                   | 4                      | —                  | 1                 | —                      | —                     | —                 | —                 | —                   | 10                 | —                   | —       |
| 1976                                          | Le petit bonheur                      | —                  | 1                  | —                   | —                  | —                 | —                   | 1                      | —                  | 5                 | —                      | —                     | —                 | —                 | —                   | —                  | —                   | —       |
| 1977                                          | Captain Sky                           | —                  | —                  | —                   | —                  | —                 | —                   | 18                     | —                  | 16                | —                      | —                     | —                 | —                 | —                   | —                  | —                   | —       |
| 1977                                          | Femme est la nuit                     | —                  | 1                  | —                   | —                  | —                 | —                   | 4                      | —                  | 1                 | —                      | —                     | 8                 | —                 | —                   | 3                  | —                   | —       |
| 1977                                          | Histoire d'aimer                      | —                  | 15                 | —                   | —                  | —                 | —                   | 16                     | —                  | —                 | —                      | —                     | —                 | —                 | —                   | —                  | —                   | —       |
| 1977                                          | Remember... c'était loin              | —                  | 8                  | —                   | —                  | —                 | —                   | 7                      | —                  | 17                | —                      | —                     | —                 | —                 | —                   | —                  | —                   | —       |
| 1977                                          | Salma ya salama                       | —                  | 2                  | —                   | 23                 | —                 | —                   | 4                      | —                  | 15                | —                      | —                     | —                 | —                 | —                   | —                  | —                   | —       |
| 1978                                          | Génération 78                         | —                  | 1                  | —                   | —                  | —                 | —                   | 8                      | —                  | 1                 | —                      | —                     | 6                 | —                 | —                   | 12                 | —                   | —       |
| 1978                                          | Ça me fait rêver                      | —                  | 1                  | —                   | —                  | —                 | —                   | 10                     | —                  | 14                | —                      | —                     | 35                | —                 | —                   | —                  | —                   | —       |
| 1978                                          | Ma vie je la chante                   | —                  | —                  | —                   | —                  | —                 | —                   | 24                     | —                  | —                 | —                      | —                     | 12                | —                 | —                   | —                  | —                   | —       |
| 1978                                          | Le Lambeth Walk                       | —                  | 3                  | —                   | —                  | —                 | —                   | 13                     | —                  | 5                 | —                      | —                     | 2                 | —                 | —                   | —                  | —                   | —       |
| 1979                                          | Helwa ya baladi                       | —                  | —                  | —                   | —                  | —                 | —                   | —                      | —                  | —                 | —                      | —                     | —                 | —                 | —                   | 20                 | —                   | —       |
| 1979                                          | Problemorama                          | —                  | 9                  | —                   | —                  | —                 | —                   | 19                     | —                  | 14                | —                      | —                     | 5                 | —                 | —                   | —                  | —                   | —       |
| 1979                                          | Monday, Tuesday... Laissez-moi danser | 22                 | 1                  | —                   | 26                 | —                 | —                   | 1                      | —                  | 1                 | —                      | —                     | 3                 | —                 | —                   | —                  | —                   | —       |
| 1979                                          | Il faut danser reggae                 | —                  | 4                  | —                   | —                  | —                 | —                   | 4                      | —                  | 1                 | —                      | —                     | 17                | —                 | —                   | —                  | —                   | —       |
| "—" denota valori attualmente non conosciuti. |                                       |                    |                    |                     |                    |                   |                     |                        |                    |                   |                        |                       |                   |                   |                     |                    |                     |         |

#### Gli anni '80
| Anno                                          | Singolo                            | Paese              | Paese                  | Paese             | Paese             | Vendite |
| Anno                                          | Singolo                            | Francia (bandiera) | Lussemburgo (bandiera) | Monaco (bandiera) | Québec (bandiera) | Vendite |
| --------------------------------------------- | ---------------------------------- | ------------------ | ---------------------- | ----------------- | ----------------- | ------- |
| 1980                                          | Gigi in paradisco                  | 3                  | 20                     | —                 | 11                | —       |
| 1980                                          | Rio do Brasil                      | 9                  | 16                     | 15                | 5                 | —       |
| 1980                                          | Chanteur des années 80             | 11                 | 22                     | 8                 | —                 | —       |
| 1980                                          | À ma manière                       | —                  | —                      | 8                 | 35                | —       |
| 1981                                          | Fini, la comédie                   | 12                 | 14                     | —                 | —                 | —       |
| 1981                                          | Marjolaine                         | —                  | —                      | —                 | 36                | —       |
| 1981                                          | Il pleut sur Bruxelles             | 9                  | 15                     | 5                 | —                 | —       |
| 1981                                          | Americana                          | 13                 | 17                     | 10                | —                 | —       |
| 1981                                          | Quand je n'aime plus, je m'en vais | 18                 | 22                     | 15                | 14                | —       |
| 1982                                          | Jouez bouzouki                     | 17                 | —                      | 10                | 8                 | —       |
| 1982                                          | La chanson du Mundial              | 7                  | 12                     | —                 | —                 | —       |
| 1982                                          | Confidences sur la fréquence       | 12                 | —                      | 9                 | 44                | —       |
| 1983                                          | Les p'tits mots                    | 13                 | 21                     | 10                | 40                | —       |
| 1984                                          | Kalimba de luna                    | 14                 | —                      | 13                | —                 | —       |
| 1984                                          | Pour te dire je t'aime             | 25                 | 29                     | —                 | —                 | —       |
| "—" denota valori attualmente non conosciuti. |                                    |                    |                        |                   |                   |         |

#### Dal 1987
| Anno                                          | Singolo                               | Paese             | Paese              | Vendite e certificazioni |
| Anno                                          | Singolo                               | Belgio (bandiera) | Francia (bandiera) | Vendite e certificazioni |
| --------------------------------------------- | ------------------------------------- | ----------------- | ------------------ | ------------------------ |
| 1997                                          | Salma ya salama                       | —                 | 14                 | - FR: +150 000 (gold)    |
| 1996                                          | Là-bas dans le noir                   | —                 | 49                 | —                        |
| 1998                                          | Quand s'arrêtent les violons          | —                 | 83                 | —                        |
| 2012                                          | Salma ya Salama                       | 27                | —                  | —                        |
| 2012                                          | Paroles... paroles...                 | 10                | —                  | —                        |
| 2012                                          | Monday, Tuesday... Laissez-moi danser | 12                | 94                 | —                        |
| 2012                                          | Il venait d'avoir 18 ans              | 16                | —                  | —                        |
| 2012                                          | Gigi l'amoroso                        | 17                | —                  | —                        |
| 2012                                          | Mourir sur scène                      | 20                | —                  | —                        |
| 2017                                          | Bésame mucho                          | —                 | 163                | —                        |
| 2017                                          | Je suis malade                        | —                 | 113                | —                        |
| 2017                                          | Paroles... paroles...                 | —                 | 162                | —                        |
| 2017                                          | Mourir sur scène                      | —                 | 95                 | —                        |
| "—" denota valori attualmente non conosciuti. |                                       |                   |                    |                          |

### Album

#### 1960—1987
| Anno                                          | Album                            | Paese             | Paese              | Vendite e certificazioni |
| Anno                                          | Album                            | Canada (bandiera) | Francia (bandiera) | Vendite e certificazioni |
| --------------------------------------------- | -------------------------------- | ----------------- | ------------------ | ------------------------ |
| 1960                                          | Elle, lui et l'autre             | 1                 | —                  | —                        |
| 1961                                          | Garde-moi la dernière danse      | —                 | 8                  | —                        |
| 1974                                          | Manuel                           | 1                 | —                  | - CA: +50 000 (gold)     |
| 1975                                          | Les Grands succès Barclay        | 5                 | —                  | —                        |
| 1976                                          | J'attendrai                      | 7                 | —                  | —                        |
| 1980                                          | Dalida au Palais des Sports 1980 | —                 | 28                 | —                        |
| 1984                                          | Dali                             | 27                | —                  | —                        |
| 1986                                          | Le Visage de l’amour             | —                 | 20                 | —                        |
| "—" denota valori attualmente non conosciuti. |                                  |                   |                    |                          |

#### Dal 1987
| Anno                                          | Album                                | Paese             | Paese              | Paese              | Paese             | Paese              | Paese               | Paese               | Vendite e certificazioni         |
| Anno                                          | Album                                | Canada (bandiera) | Fiandre (bandiera) | Francia (bandiera) | Italia (bandiera) | Polonia (bandiera) | Svizzera (bandiera) | Vallonia (bandiera) | Vendite e certificazioni         |
| --------------------------------------------- | ------------------------------------ | ----------------- | ------------------ | ------------------ | ----------------- | ------------------ | ------------------- | ------------------- | -------------------------------- |
| 1989                                          | Dalida mon Amour                     | —                 | —                  | —                  | —                 | —                  | —                   | —                   | - FR: +100 000 (gold)            |
| 1995                                          | Les Grandes Chansons                 | 7                 | —                  | —                  | —                 | —                  | —                   | —                   | —                                |
| 1995                                          | Comme si j'étais là                  | 3                 | —                  | 4                  | —                 | —                  | —                   | 39                  | - FR: +200 000 (double gold)     |
| 1996                                          | À ma Manière…                        | 19                | —                  | 8                  | —                 | —                  | —                   | 27                  | - FR: +100 000 (gold)            |
| 1997                                          | 40 Succès en Or                      | —                 | —                  | 3                  | —                 | —                  | —                   | —                   | - FR: +300 000 (platinum)        |
| 1997                                          | L'an 2005                            | —                 | —                  | 5                  | —                 | —                  | —                   | 41                  | - FR: +100 000 (gold)            |
| 1998                                          | Le Rêve Oriental                     | —                 | —                  | 2                  | —                 | —                  | —                   | —                   | - FR: +75 000 (gold)             |
| 1999                                          | Les années Orlando                   | 11                | —                  | 1                  | —                 | —                  | —                   | 7                   | - FR: +400 000 (double platinum) |
| 2000                                          | Dalida Live - Instants d'émotions... | —                 | —                  | 29                 | —                 | —                  | —                   | —                   | —                                |
| 2001                                          | Revolution - 5e du nom               | —                 | —                  | 42                 | —                 | —                  | —                   | —                   | —                                |
| 2001                                          | Dalida Collection                    | —                 | —                  | —                  | 36                | —                  | —                   | —                   | —                                |
| 2001                                          | Les années Barclay                   | —                 | —                  | 76                 | —                 | —                  | —                   | —                   | - FR: +100 000 (gold)            |
| 2002                                          | L'Original - 15 ans déjà...          | —                 | —                  | 27                 | —                 | —                  | —                   | 20                  | —                                |
| 2002                                          | Ses grands succès                    | —                 | —                  | 5                  | —                 | —                  | —                   | —                   | —                                |
| 2002                                          | Master Série - Vol. 1                | —                 | —                  | 11                 | —                 | —                  | —                   | —                   | - FR: +200 000 (platinum)        |
| 2003                                          | Forever Dalida                       | 11                | 168                | —                  | —                 | —                  | —                   | 167                 | —                                |
| 2003                                          | Mademoiselle romantique              | —                 | —                  | —                  | —                 | 16                 | —                   | —                   | —                                |
| 2006                                          | I grandi successi                    | —                 | —                  | —                  | 45                | —                  | —                   | —                   | —                                |
| 2007                                          | Italia Mia (riedizione)              | —                 | —                  | —                  | 75                | —                  | —                   | —                   | —                                |
| 2007                                          | Omaggio a Dalida                     | —                 | —                  | —                  | 46                | —                  | —                   | —                   | —                                |
| 2007                                          | Les 101 plus belles chansons         | —                 | —                  | 1                  | —                 | —                  | 92                  | 8                   | - FR: +75 000 (gold)             |
| 2007                                          | Prestige Dalida                      | —                 | —                  | 29                 | —                 | —                  | —                   | —                   | —                                |
| 2008                                          | Les 50 plus belles chansons          | 55                | —                  | 2                  | —                 | —                  | 46                  | 48                  | —                                |
| 2009                                          | Glamorous Dalida                     | —                 | —                  | 141                | —                 | —                  | —                   | —                   | —                                |
| 2011                                          | Talents                              | —                 | —                  | 34                 | —                 | —                  | —                   | —                   | —                                |
| 2012                                          | Depuis qu'elle est partie...         | —                 | —                  | 22                 | —                 | —                  | —                   | 4                   | —                                |
| 2012                                          | Les 100 chansons éternelles          | —                 | —                  | 82                 | —                 | —                  | —                   | —                   | —                                |
| 2012                                          | Ses grands succès                    | —                 | —                  | 178                | —                 | —                  | —                   | —                   | - FR: +100 000 (platinum)        |
| 2012                                          | Les Diamants sont Éternels           | —                 | —                  | 127                | —                 | —                  | —                   | 153                 | —                                |
| 2013                                          | Le coffret [2013]                    | —                 | —                  | 154                | —                 | —                  | —                   | 106                 | —                                |
| 2014                                          | Wendy zingt Dalida                   | —                 | 23                 | —                  | —                 | —                  | —                   | —                   | —                                |
| 2015                                          | Dalida, citoyenne du monde           | —                 | —                  | 198                | —                 | —                  | —                   | 132                 | —                                |
| 2015                                          | The Best Of [2015]                   | —                 | —                  | —                  | —                 | —                  | —                   | 137                 | —                                |
| 2016                                          | Le coffret [2016]                    | —                 | —                  | —                  | —                 | —                  | —                   | 133                 | —                                |
| 2016                                          | Hit Parade - Les Best Of 4CD         | —                 | —                  | —                  | —                 | —                  | —                   | 31                  | —                                |
| 2017                                          | 30 ans déjà                          | —                 | 144                | 48                 | —                 | —                  | —                   | 51                  | —                                |
| 2017                                          | Dalida                               | —                 | —                  | 44                 | —                 | —                  | —                   | 52                  | —                                |
| 2017                                          | Pour vous au Québec                  | 53                | —                  | —                  | —                 | —                  | —                   | —                   | —                                |
| 2017                                          | Le meilleur de Dalida                | —                 | —                  | —                  | —                 | 41                 | —                   | —                   | —                                |
| 2017                                          | Les 50 Plus Belles Chansons          | —                 | —                  | 21                 | —                 | —                  | —                   | —                   | —                                |
| 2018                                          | Les Numéros un                       | —                 | —                  | —                  | —                 | —                  | —                   | 200                 | —                                |
| 2020                                          | Esprit de Famille                    | —                 | —                  | 80                 | —                 | —                  | —                   | —                   | —                                |
| 2021                                          | Dans la Ville Endormie               | —                 | —                  | 42                 | —                 | —                  | —                   | —                   | —                                |
| "—" denota valori attualmente non conosciuti. |                                      |                   |                    |                    |                   |                    |                     |                     |                                  |

## Discografia in altri paesi

### Italia

#### Album
- 1963 - Dalida - (Je ne peux pas me passer de toi) (Barclay, BL 9016)
- 1966 - Dalida (Barclay, BL 9035
- 1968 - Un po' d'amore (Barclay, BSP 9045)
- 1971 - Ses Derniers Succès (IL, ISP 34122)
- 1973 - Questa sera... Dalida (Barclay, BRCLP 60037)

#### Singoli
- 1963 - Gli zingari/L'arlecchino gitano (Barclay, BN 6057)
- 1963 - Comprami un juke-box/Twistin' the twist (Barclay, BN 6058)
- 1965 - Ascoltami/Devo imparare (Barclay, BN 6078)
- 1965 - La danza di Zorba/Questo amore è per sempre (Barclay, BN 6061)
- 1965 - Un grosso scandalo/Il silenzio (Barclay, BN 6083)
- 1966 - Pensiamoci ogni sera/Flamenco (Barclay, BN 6088)
- 1966 - Bang bang/Il mio male sei (Barclay, BN 6097)
- 1967 - Ciao amore, ciao/Il sole muore (Barclay, BN 7010)
- 1967 - Mama/Non è casa mia (Barclay, BN 7013)
- 1967 - Aranjuez, la tua voce/L'ultimo valzer (Barclay, BN 7016)
- 1968 - Dan dan dan/Amare per vivere (Barclay, BN 7025)
- 1969 - Un po' d'amore/L'aquilone (Barclay, BN 7030)
- 1969 - Quelli eran giorni/Lacrime e pioggia (Barclay, BN 7031)
- 1969 - Le promesse d'amore/La speranza è una stanza (Barclay, BN 7033)
- 1969 - Oh Lady Mary/Stelle di cielo stelle di mare (Barclay, BN 7036)
- 1970 - Nel 2023/Ci sono fiori (Barclay, BN 7038)
- 1970 - La mia vita è una giostra/Il colore dell'amore (Barclay, BRC NP 40001)
- 1971 - La colpa è tua/L'amore mio per te (IL, NIL 9041)
- 1971 - Mamy Blue/Prigioniera (IL, NIL 9050)
- 1972 - Cammina cammina/Credo nell'amore (IL, NIL 9055)
- 1972 - *1963Sei solo un uomo in più/Lei lei (IL, NIL 9056)